# 2013年8月

## 8月1日
武裝衝突

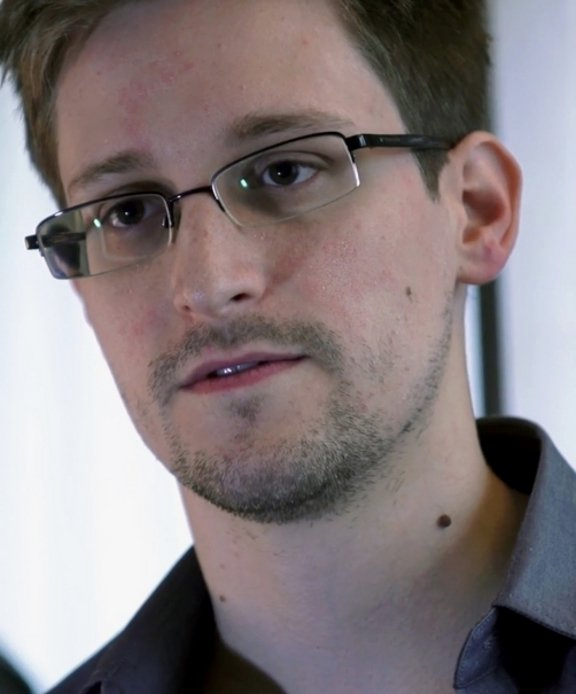
愛德華·斯諾登

- 北大西洋公約組織部隊前往調查過後的阿富汗楠格哈爾省當地，而在先前美軍空襲當地並且造成5名阿富汗警察死亡以及另外2人受傷。中央廣播電臺、ABC News（页面存档备份，存于）

商業經濟
- 道瓊工業平均指數與標準普爾500指數再度創下新高。MoneyDJ 財經知識庫（页面存档备份，存于）、市場觀察（页面存档备份，存于）

國際關係
- 俄羅斯聯邦移民局批准仍然待在莫斯科謝列梅捷沃國際機場的前美國國家安全局情報單位僱員、同時也是美國稜鏡計畫批露者的愛德華·斯諾登其為期1年的臨時政治避難申請。騰訊（页面存档备份，存于）、今日俄羅斯（页面存档备份，存于）、有線電視新聞網（页面存档备份，存于）
- 菲律賓和越南雙方代表於馬尼拉展開會談，同意共同努力解決中國南海的海上領土糾紛。國際在線（页面存档备份，存于）、美國之音

法律犯罪
- 俄羅斯警方拘留了1,200名試圖偷渡至莫斯科的越南非法移民。新華網（页面存档备份，存于）、ABC News
- 希臘警方逮捕了8名試圖走私軍火前往土耳其的犯罪嫌疑人。Vancouver Desi South Asian news（页面存档备份，存于）
- 美國明尼蘇達州和羅德島州開始向同性戀伴侶發放同性婚姻許可證。Yahoo奇摩新聞（页面存档备份，存于）
- 達卡市高等法院（英语：Law of Bangladesh）認定孟加拉國最大的伊斯蘭教團體孟加拉伊斯蘭大會黨（英语：Bangladesh Jamaat-e-Islami）為未依照規定登記之非法政黨，因此有可能無法參與之後的選舉活動。中央廣播電臺、彭博通訊社（页面存档备份，存于）
- 烏拉圭政府對於醫療用大麻的使用給予合法化，允許烏拉圭民眾在法律規定的範疇下合法採購大麻。聯合新聞網、《紐約時報（页面存档备份，存于）》
- 涉嫌於美國俄亥俄州克里夫蘭犯下綁架女子10年的阿里埃爾·卡斯特羅（Ariel Castro）被法院判處有期徒刑一千多年。雅虎新聞（页面存档备份，存于）、ABC News（页面存档备份，存于）
- 義大利最高法院（英语：Judiciary of Italy）判處前義大利總理西爾維奧·貝魯斯柯尼因為涉嫌逃稅而必須服4年的有期徒刑。聯合新聞網、雅虎新聞、《晚郵報》

政治選舉
- 在《費爾法克斯紐西蘭（英语：Fairfax New Zealand）》記者安德里亞·萬斯（Andrea Vance）在未經調查機關同意下將大量電話與相關資料曝光後，紐西蘭議會服務處負責人傑夫·托倫（Geoff Thorn）向紐西蘭眾議院議長（英语：Speaker of the New Zealand House of Representatives）戴维·卡特（英语：David Carter (politician)）請辭。紐西蘭電視台（页面存档备份，存于）
- 羅伯·穆加比領導的辛巴威非洲民族聯盟—愛國陣線宣稱在2013年辛巴威總統選舉中獲得勝利，然而反對黨爭取民主變革運動則指稱為一場「大騙局」。聯合新聞網、News Limited（页面存档备份，存于）、BBC新聞（页面存档备份，存于）

體育競賽
- 塞爾維亞19歲以下國家足球隊獲得2013年歐洲U-19足球錦標賽冠軍，這也是塞爾維亞首次贏得舉辦之系列賽事。人民報網（页面存档备份，存于）

## 8月2日
武裝衝突

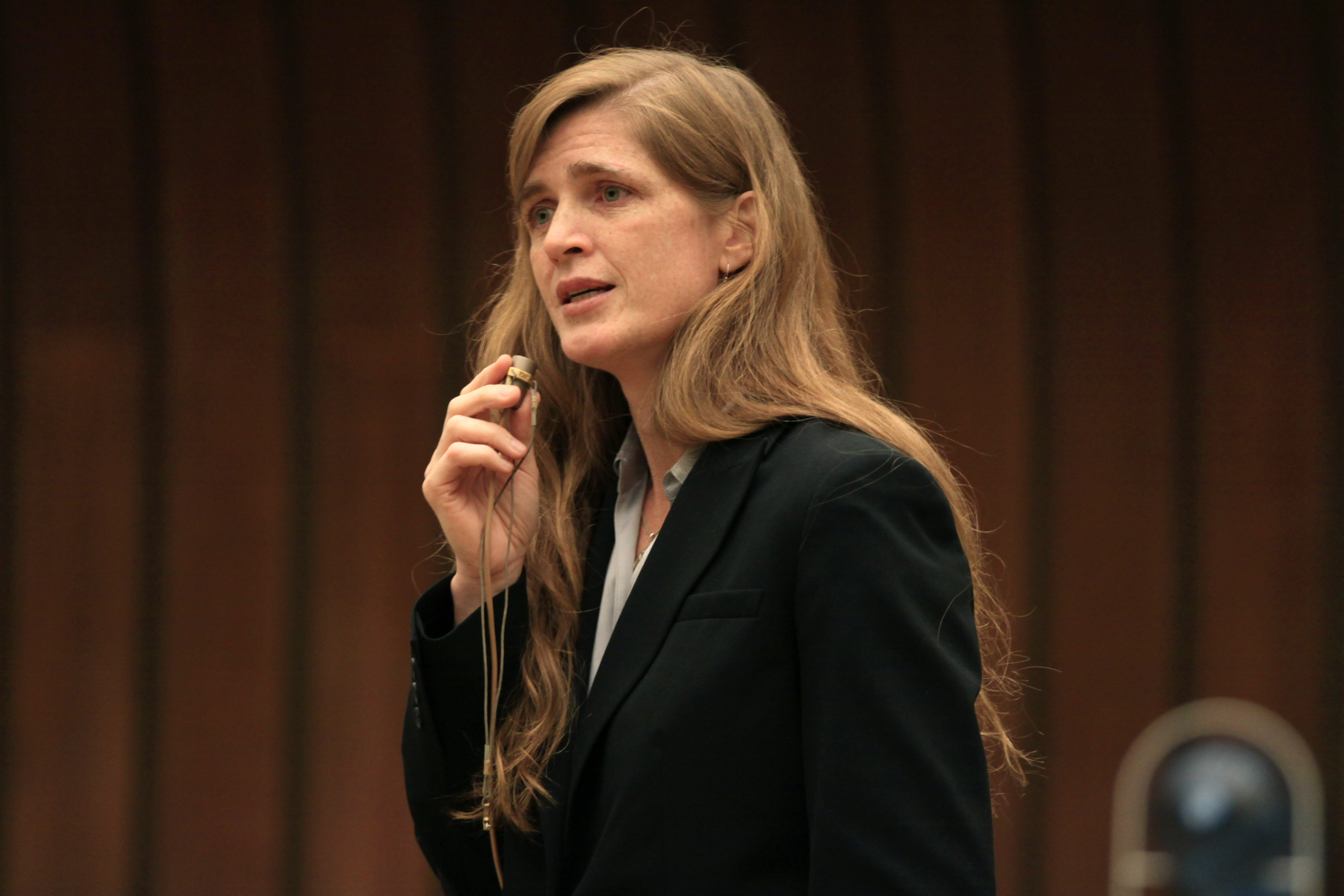
薩曼莎·鮑爾。

- 敘利亞霍姆斯的一座彈藥庫發生爆炸，造成至少40人死亡以及多人受傷。聯合新聞網
- 在發動伏擊並且造成8名突尼西亞士兵喪命後，突尼西亞武裝部隊開始以戰機和火炮攻擊作為生態保護區的舍阿奈比山。美國之音（页面存档备份，存于）

災害事故
- 美國食品藥品監督管理局在針對美國內布拉斯加州與愛荷華州內共計223件環孢子蟲（英语：Cyclospora cayetanensis）引起之腸胃病病例進行調查後，認定起因為美式沙拉製作公司泰勒農場在製作沙拉時被寄生蟲感染。新華網（页面存档备份，存于）、NBC News（页面存档备份，存于）
- 長達258公尺的川藏公路318國道重要工程通麥大橋因鉚索脫落於深夜發生部分倒塌，並且造成4人失踪。鳳凰衛視（页面存档备份，存于）

國際關係
- 美國國務院表示由於受到蓋達組織的威脅而向美國公民發布全球性的旅行警報，並且表示將會暫時關閉西亞以及北部非洲的部分大使館。中國網（页面存档备份，存于）、有線電視新聞網（页面存档备份，存于）
- 英國外交及國協事務部公開警告在亞洲西南地區的大使館工作人員要在開齋節期間提高警覺，不過亦表示絕大部分大使館仍然會持續提供服務。英國廣播公司（页面存档备份，存于）、《華爾街日報（页面存档备份，存于）》

政治選舉
- 辛巴威選舉委員會表示羅伯·穆加比領導的辛巴威非洲民族聯盟—愛國陣線在2013年辛巴威總統選舉的142席次中贏得210個議席。《國際日報（页面存档备份，存于）》、BBC新聞（页面存档备份，存于）
- 在美國副總統喬·拜登主持下，薩曼莎·鮑爾宣誓就任美國常駐聯合國代表。美國之音（页面存档备份，存于）、《華爾街日報（页面存档备份，存于）》
- 2013年馬利總統選舉（英语：Malian presidential election, 2013）的第二輪投票將由先前獲得多數選票的易卜拉欣·布巴卡爾·凱塔與蘇邁拉·西塞（英语：Soumaïla Cissé）擔任候選人，並且將於8月11日舉行下一輪選舉。雅虎香港新聞（页面存档备份，存于）、路透社（页面存档备份，存于）

## 8月3日
武裝衝突

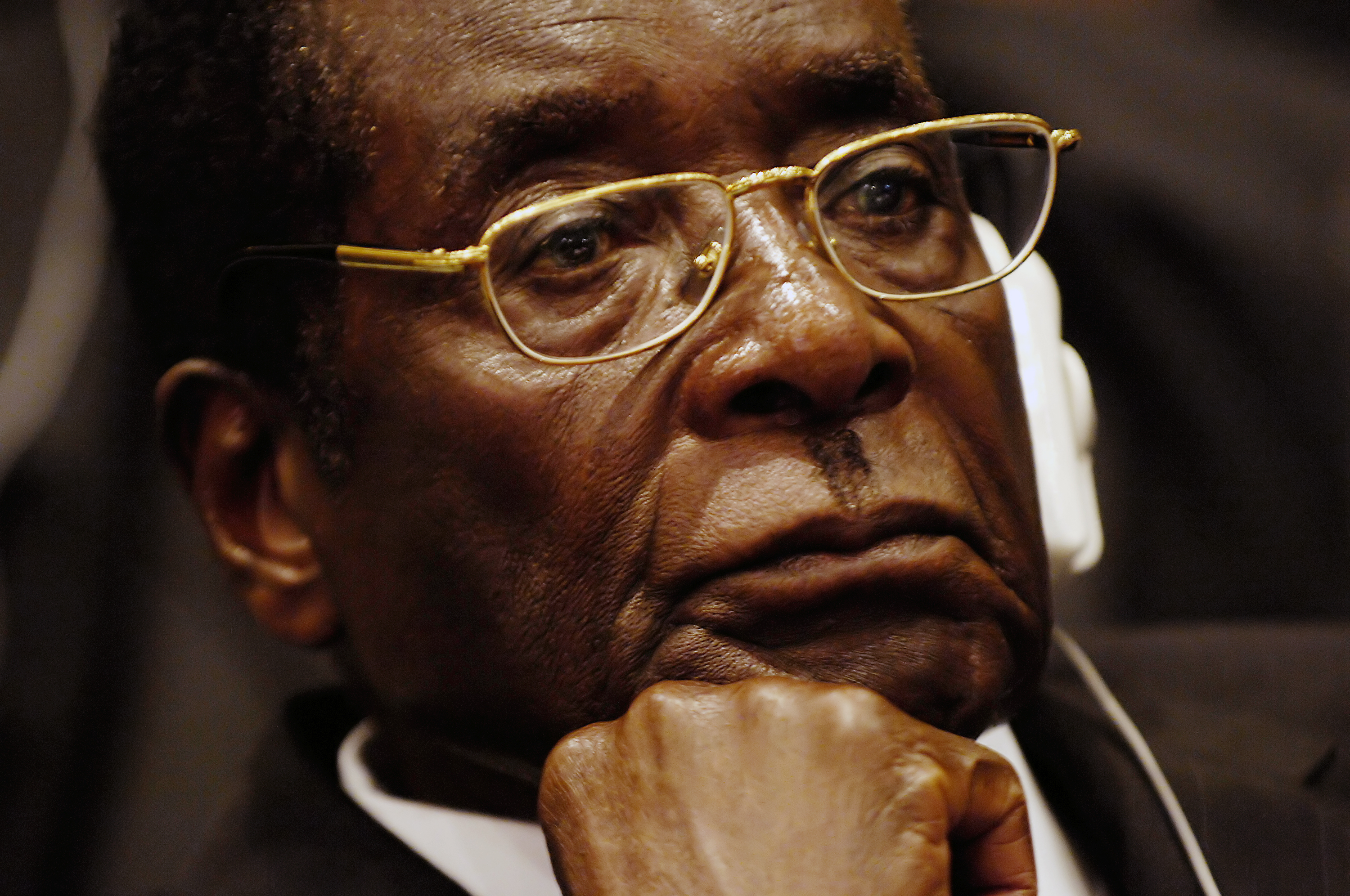
羅伯·穆加比。

- 位於阿富汗賈拉拉巴德的印度領事館遭遇自殺攻擊，同時這次炸彈爆炸造成9名孩童喪生。英國廣播公司（页面存档备份，存于）、有線電視新聞網（页面存档备份，存于）
- 伊拉克當地至少有8人因為遭遇暴力襲擊而喪命。《蘋果日報（页面存档备份，存于）》、阿拉伯衛星電視台（页面存档备份，存于）
- 敘利亞反叛部隊佔領了大馬士革北部一座反坦克飛彈和火箭彈藥庫。聯合新聞網、路透社（页面存档备份，存于）

災害事故
- 美國加利福尼亞州發生一輛汽車突然衝進威尼斯海灘的人群中，造成1人死亡以及11人受傷，而有關當局正在嘗試逮捕逃逸中的司機。新華網（页面存档备份，存于）、有線電視新聞網（页面存档备份，存于）、KCBS-TV（页面存档备份，存于）

政治選舉
- 哈桑·魯哈尼就任伊朗總統並且進駐巴列維皇宮建築群開始辦公。英國廣播公司（页面存档备份，存于）、BBC新聞（页面存档备份，存于）、有線電視新聞網（页面存档备份，存于）、《衛報（页面存档备份，存于）》
- 羅伯·穆加比表示在2013年辛巴威大選中獲得61%的多數票，因此得以繼續延長其在辛巴威長達33年的統治。《蘋果日報（页面存档备份，存于）》、News24（页面存档备份，存于）
- 反對黨候選人摩根·茨萬吉拉伊表示將會依照法律程序提出質疑，同時爭取民主變革運動拒絕與辛巴威非洲民族聯盟—愛國陣線有所合作。新浪、《獨立報（页面存档备份，存于）》
- 一名辛巴威選舉委員會（英语：Zimbabwe Electoral Commission）事務專員由於其在選舉期間的行為而宣布辭去職務。AllAfrica.com（页面存档备份，存于）

科學技術
- 興建中的中国第一高楼上海中心大厦正式封顶，设计高度达到632米。中時電子報、中國新聞社（页面存档备份，存于）、新華網（页面存档备份，存于）、BBC新聞（页面存档备份，存于）

體育競賽
- 橄欖球球隊酋長隊（英语：Chiefs (rugby union)）在於紐西蘭漢密頓懷卡托球場（英语：Waikato Stadium）舉辦的2013年超級橄欖球聯賽決賽（英语：2013 Super Rugby Final）中以27比22的成績擊敗野馬隊。露天看台者报道（页面存档备份，存于）、天空新聞台、BBC體育（页面存档备份，存于）、ESPN（页面存档备份，存于）、Stuff.co.nz（页面存档备份，存于）

## 8月4日
武裝衝突
- 由於獲得中東和北部非洲的蓋達組織可能發動襲擊的情報，美國決定關閉22座大使館。英國廣播公司（页面存档备份，存于）、有線電視新聞網（页面存档备份，存于）
- 由於受到恐怖行動威脅的影響，加拿大優先關閉駐孟加拉國大使館的運作。新浪（页面存档备份，存于）、《多倫多太陽報（页面存档备份，存于）》
- 由於受到恐怖行動威脅的影響，英國、法國和德國優先關閉其駐葉門大使館的運作。國際在線（页面存档备份，存于）、BBC新聞（页面存档备份，存于）
- 突尼西亞針對突尼斯市附近的可疑恐怖份子據點發動襲擊，擊斃了1名恐怖份子嫌疑犯並且逮捕了另外6人。國際在線（页面存档备份，存于）、費城媒體網路集團

藝術文化
- 蘇格蘭演員彼得·卡帕尔蒂宣佈將在英國長期科幻電視影集《超時空博士》中飾演第十二任（英语：Twelfth Doctor）博士。雅虎新聞[]、BBC新聞（页面存档备份，存于）、《環球郵報（页面存档备份，存于）》、《紐約時報（页面存档备份，存于）》、《衛報（页面存档备份，存于）》

國際關係
- 曾擔任世界貿易組織總幹事的義大利外交官員雷納托·魯傑羅於義大利米蘭逝世，享年83歲。人民網（页面存档备份，存于）

政治選舉
- 哈桑·魯哈尼在於伊朗伊斯蘭會議舉行的就職典禮（英语：Inauguration of Hassan Rouhani）中正式宣誓就任伊朗總統。中央廣播電臺[]、半島電視台（页面存档备份，存于）
- 哈桑·魯哈尼在就職典禮（英语：Inauguration of Hassan Rouhani）中向伊朗伊斯蘭會議提出哈桑·魯哈尼內閣（英语：Government of Hassan Rouhani (2013–present)）候選人名單（英语：Confirmations of Hassan Rouhani's Cabinet），其中包括提名穆罕默德·贾瓦德·扎里夫擔任伊朗外交部部長等人，並且任命穆罕默德·納哈萬迪恩（英语：Mohammad Nahavandian）擔任總統府幕僚長。now 新聞（页面存档备份，存于）、路透社（页面存档备份，存于）、《每日星報（页面存档备份，存于）》
- 澳洲政府宣佈將會於9月7日舉辦2013年澳洲聯邦大選。《自由時報》、《世紀報（页面存档备份，存于）》

## 8月5日
武裝衝突

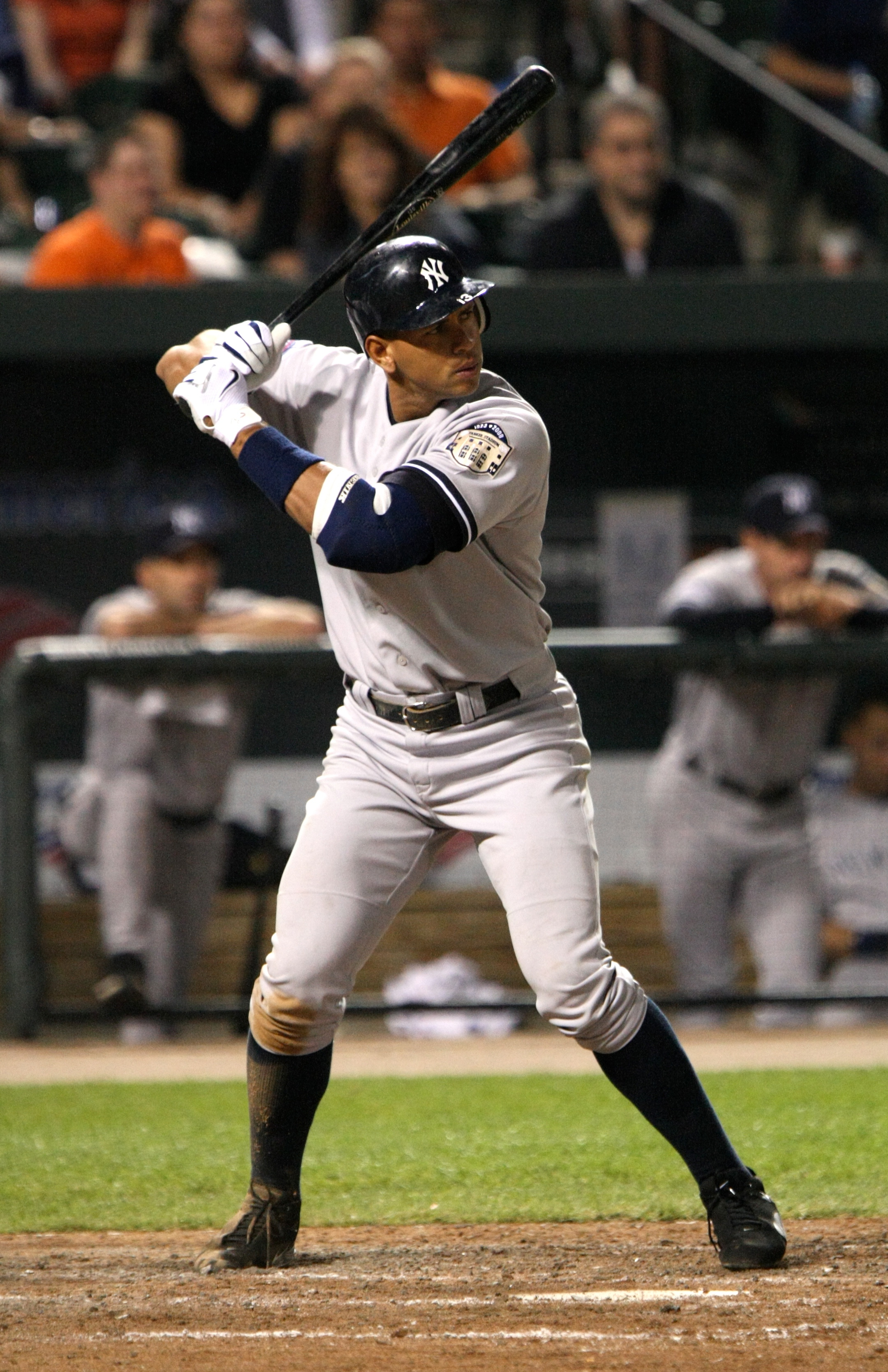
艾力士·羅德里奎茲。

- 阿富汗堪達哈的一座市場發生炸彈爆炸事件，造成至少4人死亡。新華網（页面存档备份，存于）、BBC新聞（页面存档备份，存于）
- 奈及利亞博爾諾州當地的博科聖地與奈及利亞武裝部隊之間爆發槍戰，造成35人死亡。新浪（页面存档备份，存于）、路透社（页面存档备份，存于）
- 菲律賓南部哥打巴托省一輛載有炸彈的車輛突然爆炸，造成6人死亡。《北美世界日報》、ABC News（页面存档备份，存于）

藝術文化
- 曾經獲得的美國著名爵士樂鋼琴家、作曲家和音樂製作人喬治·杜克逝世，享年67歲。《環球時報（页面存档备份，存于）》、《今日美國（页面存档备份，存于）》、路透社（页面存档备份，存于）
- Amazon.com執行長傑弗里·貝佐斯以2.5億美元購買了《華盛頓郵報》。英國廣播公司（页面存档备份，存于）、BBC新聞（页面存档备份，存于）、《華盛頓郵報（页面存档备份，存于）》

災害事故
- 駐日美軍一架HH-60直升機（英语：Sikorsky HH-60 Pave Hawk）在位於日本沖繩縣中部的美國海軍陸戰隊基地「漢森營」墜毀，造成4人死亡以及3人受傷。今日新聞網（页面存档备份，存于）、NHK環球廣播網
- 阿富汗和巴基斯坦的山洪造成超過160人喪生。新浪、《獨立報（页面存档备份，存于）》
- 一輛卡車在挪威古德凡根隧道（英语：Gudvanga Tunnel）入口3.5公里處突然起火，最終造成55人住院觀察。《蘋果日報（页面存档备份，存于）》、News24（页面存档备份，存于）

法律犯罪
- 美國加利福尼亞州薩利納斯一間酒吧外發生槍擊事件，造成2人死亡和5人受傷，對此當地警方認為與幫派衝突有所關聯。《舊金山紀事報（页面存档备份，存于）》
- 美國賓夕法尼亞州罗斯镇（英语：Ross Township, Monroe County, Pennsylvania）市民會議上發生槍擊事件，造成3人死亡以及5人受傷。今日新聞網（页面存档备份，存于）、有線電視新聞網（页面存档备份，存于）

政治選舉
- 在國會舉行的不記名投票中當選成為吐瓦魯總理的反對黨領導人埃內爾·索本嘉正式宣誓就職。紐西蘭國際廣播電台（页面存档备份，存于）、《Islands Business》、《Islands Business》

科學技術
- 世界上第一個在實驗室以牛隻幹細胞培養的碎牛肉製成的漢堡首次於倫敦舉辦的記者會上煮熟試吃。台視新聞（页面存档备份，存于）、BBC新聞（页面存档备份，存于）、BBC新聞（页面存档备份，存于）

體育競賽
- 美國職棒大聯盟紐約洋基球員艾力士·羅德里奎茲由於其在生源論抗老化中心棒球醜聞所扮演的角色而被禁賽211場，其他涉案的12個球員也被下達了50場比賽之禁令。聯合新聞網、BBC新聞（页面存档备份，存于）、CBSSports.com（页面存档备份，存于）、《衛報（页面存档备份，存于）》、《雪梨晨鋒報（页面存档备份，存于）》
- 美國代表隊在2013年世界游泳錦標賽成為贏得最多面金牌的隊伍，其中游泳運動員便在游泳競賽項目中奪得6面金牌。《東方日報（页面存档备份，存于）》、《環球郵報》

## 8月6日
武裝衝突

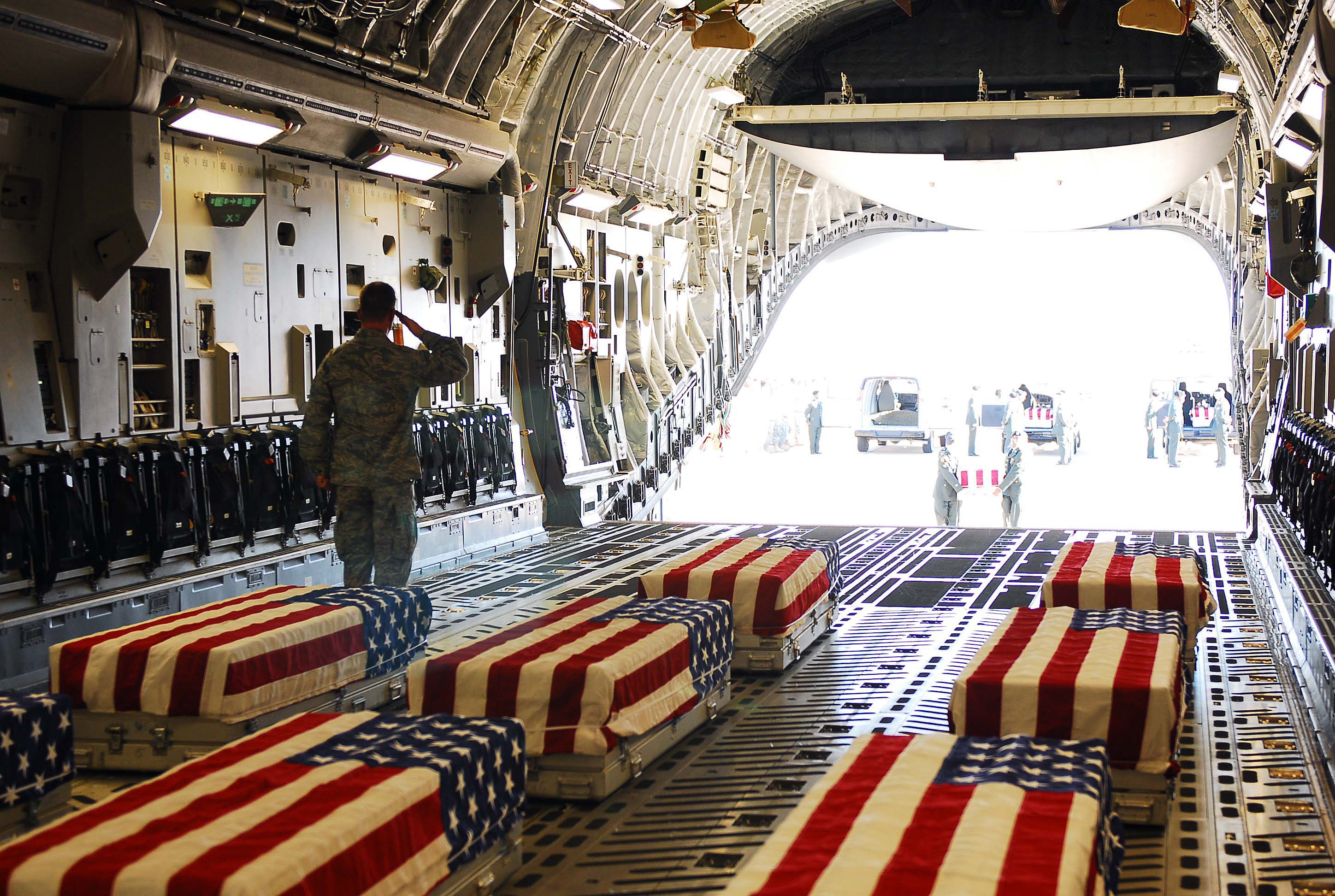
胡德堡陸軍基地槍擊事件。

- 5名印度陸軍士兵在查謨-克什米爾邦靠近巴基斯坦邊境處遭到攻擊並且被殺害。新華網（页面存档备份，存于）、路透社（页面存档备份，存于）
- 丹麥警方在哥本哈根發現一輛汽車上面搭載有可疑電線後隨即撤離附近的民眾。新浪（页面存档备份，存于）、路透社（页面存档备份，存于）
- 在受到蓋達組織恐怖攻擊的威脅下，美國國務院撤離葉門大使館的工作人員。英國廣播公司（页面存档备份，存于）、全國公共廣播電台（页面存档备份，存于）
- 洪都拉斯兩個販毒集團之間爆發武裝衝突，最終造成10人喪生。聯合新聞網、BBC新聞（页面存档备份，存于）
- 敘利亞反叛軍隊佔領位於阿勒頗省、靠近土耳其的梅納戈空軍基地（英语：Menagh Military Airbase）。新浪（页面存档备份，存于）、BBC新聞（页面存档备份，存于）、有線電視新聞網（页面存档备份，存于）
- 一枚汽車炸彈在大馬士革郊區爆炸，造成18人死亡以及55人受傷。中國評論（页面存档备份，存于）、《今日美國（页面存档备份，存于）》
- 位於大馬士革郊區的阿德拉（英语：Adra, Syria）等城鎮傳出化學武器使用之案例。搜狐（页面存档备份，存于）、以色列國家新聞（页面存档备份，存于）
- 伊拉克巴格達的一座市場附近發生汽車炸彈爆炸，造成25人死亡以及60人受傷。新華網（页面存档备份，存于）、路透社（页面存档备份，存于）
- 葉門部落民兵擊落了一架軍用直升機，造成8名葉門武裝部隊（英语：Military of Yemen）士兵喪生。中央廣播電臺、《印度時報》
- 美國無人航空載具在葉門執行的任務中擊斃了4名疑似為蓋達組織武裝份子者。中央廣播電臺[]、路透社（页面存档备份，存于）
- 突尼西亞武裝部隊在突尼西亞首都突尼斯市郊區發動襲擊並且擊斃了伊斯蘭武裝份子。《環球時報（页面存档备份，存于）》、《每日電訊報（页面存档备份，存于）》、路透社（页面存档备份，存于）

災害事故
- 阿根廷羅薩里奧一棟共浴大樓發生氣爆意外，造成22人死亡以及60人受傷。中時電子報、《今日美國（页面存档备份，存于）》
- 瑞士小鎮上安特亞蒙一個搭載有美國家庭的熱氣球突然墜毀，造成1人死亡以及4人受傷。新浪（页面存档备份，存于）、《哈芬登郵報（页面存档备份，存于）》

法律犯罪
- 主導胡德堡陸軍基地槍擊事件的前美國陸軍醫療團（英语：Medical Corps (United States Army)）成員尼達·馬里克·哈桑（英语：Nidal Malik Hasan）接受法院審判。新華網（页面存档备份，存于）、《華盛頓郵報（页面存档备份，存于）》
- 越南河內市首次改以注射死刑的方式實施死刑判決。Qoos（页面存档备份，存于）、Vietnamnet（页面存档备份，存于）

政治選舉
- 突尼西亞制憲議會宣布暫停運作，並且要等待突尼西亞政府與反對派伊斯蘭團體展開談判解決政治危機後才重啟討論。天空傳媒（页面存档备份，存于）、BBC新聞（页面存档备份，存于）
- 沙烏地阿拉伯國王阿卜杜拉·本·阿卜杜勒－阿齊茲·阿勒沙特任命王子蘇丹·本·薩勒曼·阿紹德擔任國防部長（英语：Minister of Defense (Saudi Arabia)）。《環球時報（页面存档备份，存于）》、《耶路撒冷郵報（页面存档备份，存于）》

## 8月7日
武裝衝突

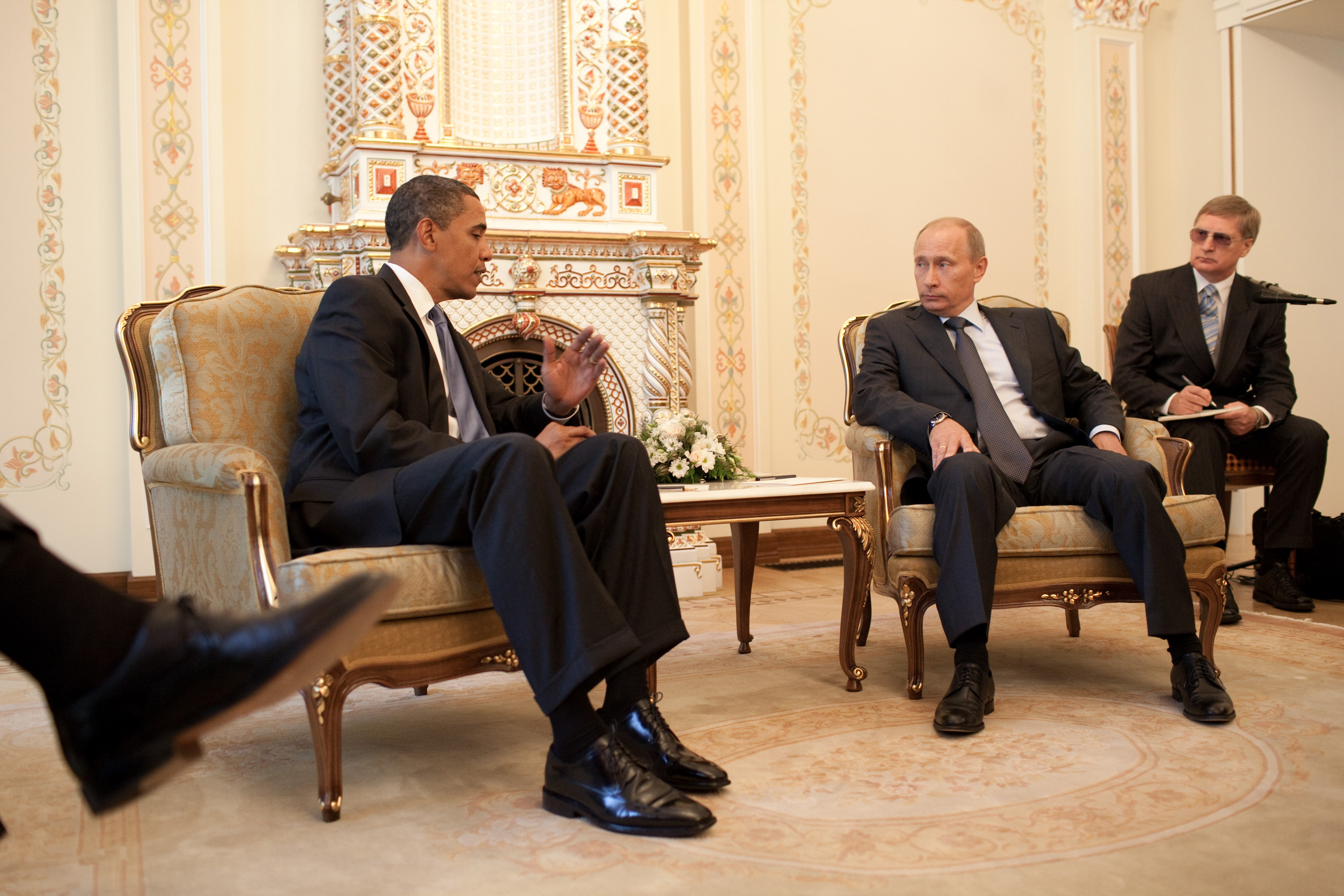
巴拉克·歐巴馬和佛拉迪米爾·普丁。

- 敘利亞部隊向許多巴勒斯坦難民居住的南部城鎮大馬士革附近雅爾穆克營地發射飛毛腿飛彈。聯合新聞網、現在的黎巴嫩
- 6名疑似準備策畫犯罪行動的蓋達組織武裝份子在葉門南部被執行任務的無人航空載具擊殺。天空傳媒（页面存档备份，存于）、路透社（页面存档备份，存于）
- 葉門政府成功挫敗了試圖炸毀石油管路並且佔領重要港口的蓋達組織成員。《自由時報》、BBC新聞（页面存档备份，存于）、自由歐洲電台（页面存档备份，存于）
- 4名以色列國防軍在以色列鄰近黎巴嫩處執行任務時誤踩地雷而受傷。國際在線（页面存档备份，存于）、半島電視台（页面存档备份，存于）、新華網（页面存档备份，存于）、《以色列時報（页面存档备份，存于）》
- 遭罷黜的前埃及總統穆罕默德·穆爾西其支持者與反對者之間再度爆發暴力衝突，1人死亡和62人受傷。合肥在線（页面存档备份，存于）、新華網（页面存档备份，存于）
- 巴基斯坦喀拉蚩的一座足球場發生爆炸，造成以青少年為主的11人喪生。中時電子報、路透社（页面存档备份，存于）

商業經濟
- 英格蘭銀行總裁馬克·卡尼表示除非失業率已經下降到7%以下，否則銀行將不會考慮調高英國的利率。英國廣播公司（页面存档备份，存于）、BBC新聞（页面存档备份，存于）

災害事故
- 位於肯亞首都奈洛比的喬莫·肯亞塔國際機場發生大火。聯合新聞網、BBC新聞（页面存档备份，存于）、路透社（页面存档备份，存于）、紐西蘭電視台（页面存档备份，存于）

國際關係
- 美國總統巴拉克·歐巴馬表示仍然會參加於俄羅斯聖彼得堡舉辦的20國集團會議（英语：2013 G-20 Saint Petersburg summit），但是在與俄羅斯政府有所歧見的情況下將取消和俄羅斯總統佛拉迪米爾·普丁的雙邊會談。人民網（页面存档备份，存于）、BBC新聞（页面存档备份，存于）
- 朝鮮民主主義人民共和國和大韓民國同意就重新啟動開城工業地區一事恢復談判。今日新聞網、BBC新聞（页面存档备份，存于）、天空新聞台（页面存档备份，存于）

政治選舉
- 捷克總理伊日·鲁斯诺克表示由於過渡政府遭到提出信任投票而決定宣布辭職。中國日報
- 由於反對黨人士透過媒體質疑過去在花旗集團所扮演的角色，葡萄牙財政部部長若阿金·拜斯·若熱（Joaquim Pais Jorge）宣布辭去職務。路透社（页面存档备份，存于）

## 8月8日
武裝衝突

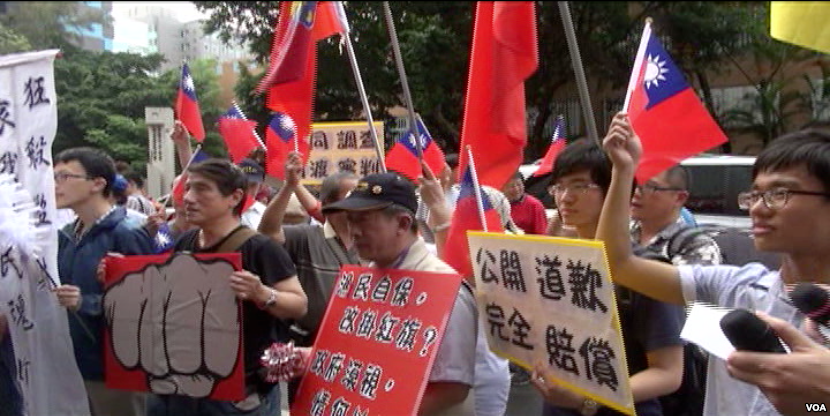
廣大興28號事件。

- 巴基斯坦叛亂份子在奎達一場喪禮之中發起自殺攻擊，最後爆炸造成至少28人死亡。新華網（页面存档备份，存于）、BBC新聞（页面存档备份，存于）
- 叛亂份子在阿富汗楠格哈爾省一座墓地旁設置的炸彈爆炸，造成至少14人死亡。新華網（页面存档备份，存于）、BBC新聞（页面存档备份，存于）
- 3架美國無人航空載具在葉門中部和南部地區發起襲擊，最終擊殺12名蓋達組織武裝份子。中央廣播電臺[]、《亞利桑那每日星報（页面存档备份，存于）》
- 非洲聯盟軍隊成功挫敗了伊斯蘭青年黨襲擊索馬利亞南方城市阿夫馬多（英语：Afmadow），並且擊斃了24名武裝叛亂份子。新華網（页面存档备份，存于）

藝術文化
- 曾經兩度獲得金球獎最佳電影女配角獎的美國演員凱倫·布萊克逝世，享年74歲。聯合新聞網、《洛杉磯時報（页面存档备份，存于）》

災害事故
- 越南廣治省一輛載有31人的公車行經正在維修中的掉入河中，造成17名乘客受傷。《少年報（页面存档备份，存于）》

國際關係
- 在菲律賓總統貝尼格諾·艾奎諾鄉先前在爭議海域槍殺臺灣漁民其家屬道歉後，中華民國政府隨即決定解除對於菲律賓的制裁。台視新聞（页面存档备份，存于）、BBC新聞（页面存档备份，存于）

法律犯罪
- 美國德克薩斯州達拉斯發生槍擊案件並且造成4人死亡與4人受傷，而槍手隨後遭到警方逮捕。《環球時報（页面存档备份，存于）》、有線電視新聞網（页面存档备份，存于）

## 8月9日
武裝衝突

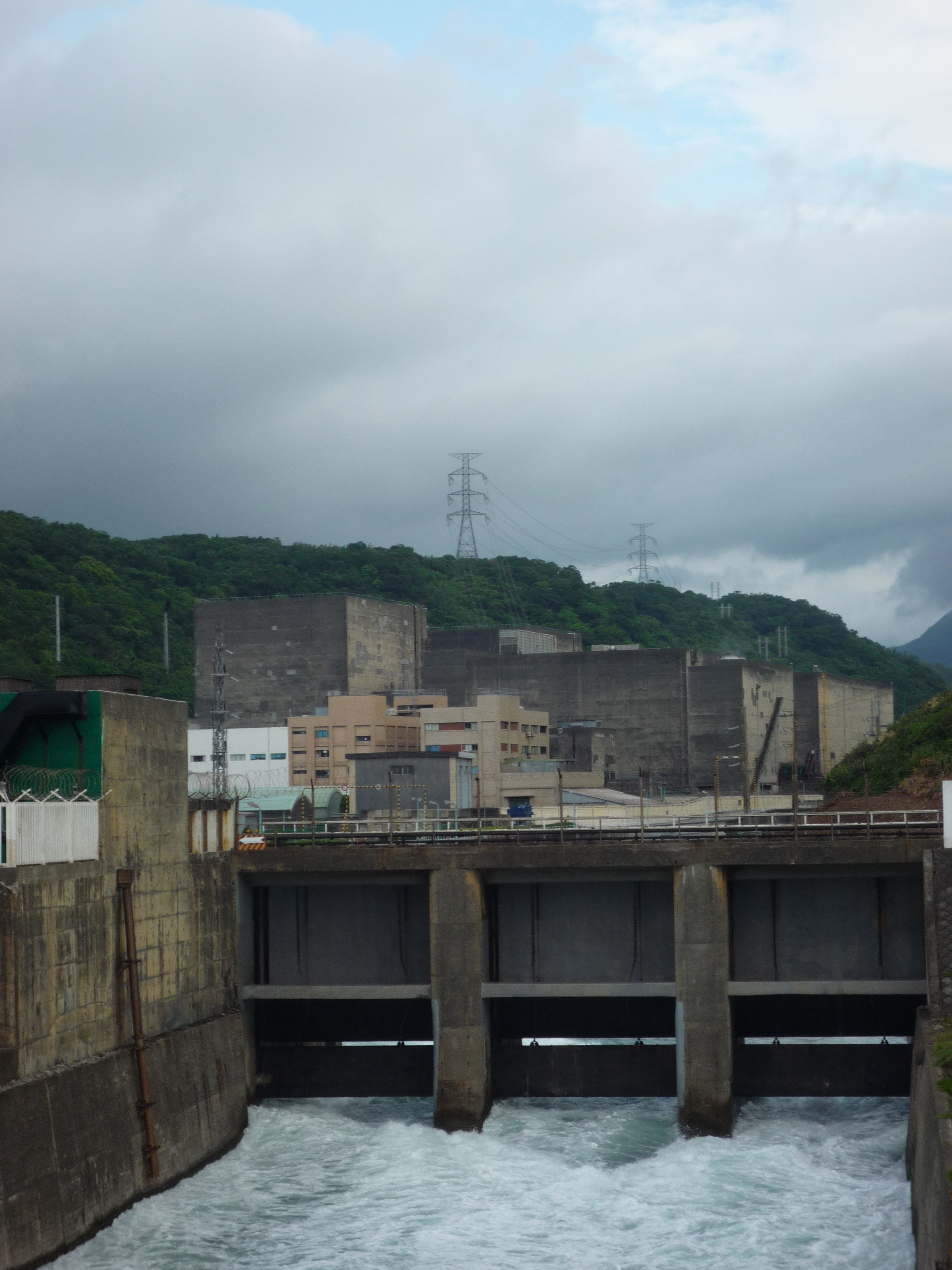
第一核能發電廠。

- 一架靶機在葉門東部擊斃了5名疑似蓋達組織的恐怖份子。中時電子報、路透社（页面存档备份，存于）
- 美國以可能受到恐怖襲擊維由撤離了位於巴基斯坦拉合爾的外交官。英國廣播公司（页面存档备份，存于）、有線電視新聞網（页面存档备份，存于）
- 一名槍手在位於奎達的遜尼派清真寺開火（英语：9 August 2013 Quetta shooting），造成至少8人死亡以及24人受傷。英國廣播公司（页面存档备份，存于）、半島電視台（页面存档备份，存于）
- 土耳其航空兩名飛行員在黎巴嫩貝魯特遭到什葉派激進分子所綁架。國際在線（页面存档备份，存于）、BBC新聞（页面存档备份，存于）
- 在埃及陸軍協助之下，以色列無人航空載具成功於飛行任務中擊殺了5名疑似潛藏於西奈半島的蓋達組織武裝份子。Now新聞台（页面存档备份，存于）、ABC News（页面存档备份，存于）
- 印度查謨-克什米爾邦基斯赫特瓦爾在開齋節祈禱結束後兩個村落發生暴力衝突（英语：Kishtwar clashes），造成2人死亡以及數人受傷。俄羅斯之聲（页面存档备份，存于）、《印度教徒報（页面存档备份，存于）》

災害事故
- 中華民國監察院在審查報告中提到台灣電力公司的第一核能發電廠已經洩漏具有放射性的汙水長達3年。中時電子報（页面存档备份，存于）、路透社（页面存档备份，存于）
- 美國康乃狄克州東海芬發生一架配有渦輪螺旋槳發動機的空中指揮官500系列（英语：Aero Commander 500 family）飛機墜毀並且撞上兩棟建築。新浪、NBC News（页面存档备份，存于）
- 衣索比亞空軍的一架攜帶彈藥的貨運飛機在準備降落至摩加迪休的亞丁·阿德國際機場時遭到索馬利亞伊斯蘭武裝分子襲擊，最後造成飛機墜毀以及46名乘員喪命。國際在線（页面存档备份，存于）、BBC新聞（页面存档备份，存于）、新華網

法律犯罪
- 涉嫌在1985年時暗殺美國緝毒局探員恩里克·卡馬雷納的墨西哥毒梟拉斐爾·卡路·昆德洛（英语：Rafael Caro Quintero）經法院裁決後獲得釋放。國際在線（页面存档备份，存于）、雅虎新聞（页面存档备份，存于）、哥倫比亞廣播公司（页面存档备份，存于）、《衛報（页面存档备份，存于）》
- 前中華人民共和國國家發展和改革委員會副主任劉鐵男因為涉嫌貪汙而被開除中國共產黨之黨籍。《國際日報Archive.today的存檔，存档日期2013-08-10》、BBC新聞（页面存档备份，存于）
- 一名佛羅里達州31歲男子在殺害自己妻子後將照片放至Facebook，在經過病毒式傳播後最後照片被要求全部下撤。中時電子報、有線電視新聞網（页面存档备份，存于）

政治選舉
- 貝南總統亞伊·博尼決定解散貝南內閣。路透社（页面存档备份，存于）
- 辛巴威爭取民主變革運動向位於哈拉雷的憲法法院提出廢止2013年辛巴威大選結果之報告，理由為羅伯·穆加比領導的辛巴威非洲民族聯盟—愛國陣線涉嫌廣泛進行違法作業以及恐嚇各地選民。新華網（页面存档备份，存于）、News24（页面存档备份，存于）

體育競賽
- 2013年亞洲籃球錦標賽準決賽中，中華台北男子籃球代表隊擊敗前年冠軍中國國家男子籃球隊。新華網（页面存档备份，存于）、雅虎體育（页面存档备份，存于）

## 8月10日
武裝衝突

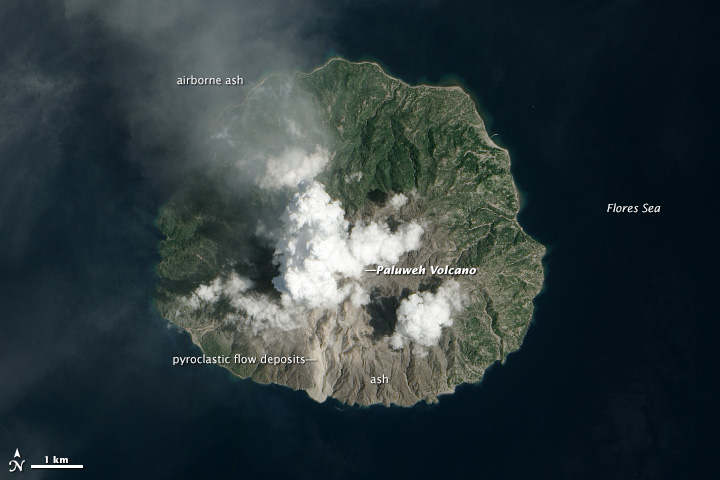
羅卡滕達火山。

- 4名泰國籍遊客在奈及利亞河流州遭到槍手綁架。聯合新聞網、路透社（页面存档备份，存于）
- 伊拉克巴格達南部的一處公園發生炸彈爆炸事件，造成4人死亡以及16人受傷。中時電子報、ABC News（页面存档备份，存于）
- 美國無人航空載具在葉門南部執行的任務中擊殺了2名疑似蓋達組織阿拉伯半島分支的武裝份子。中央通訊社、BBC新聞（页面存档备份，存于）
- 沙烏地阿拉伯當局逮捕了2名涉嫌策劃自殺式襲擊的男子。《羊城晚報》、有線電視新聞網（页面存档备份，存于）

災害事故
- 印度尼西亞帕盧厄島的羅卡滕達火山出現明顯火山噴發情況，並且造成至少6人死亡。英國廣播公司（页面存档备份，存于）、BBC新聞（页面存档备份，存于）、美聯社（页面存档备份，存于）、《衛報（页面存档备份，存于）》
- 摩洛哥胡塞馬一輛載有摩洛哥皇家衛隊（英语：Moroccan Royal Guard）的公車發生交通意外，造成至少16人死亡。《中國日報（页面存档备份，存于）》、BBC新聞（页面存档备份，存于）
- 美國科羅拉多州馬尼圖斯普林斯出現洪水以及泥石流災情，造成1人死亡以及至少3人失蹤。新華網（页面存档备份，存于）、有線電視新聞網（页面存档备份，存于）

法律犯罪
- 北愛爾蘭貝爾法斯特爆發北愛爾蘭親英分子騷亂事件，最後造成56名警察受傷。英國廣播公司（页面存档备份，存于）、BBC新聞（页面存档备份，存于）
- 涉嫌於加利福尼亞州布洛瓦犯下哈娜·安德森綁架案（英语：Hannah Anderson）的兇手詹姆斯·李·迪马济奥（James Lee DiMaggio）在愛達荷州埃達縣遭到聯邦調查局探員擊斃，而被綁架的哈娜·安德森則成功獲得釋放。中時電子報、有線電視新聞網（页面存档备份，存于）

政治選舉
- 澳洲單一民族黨預定推舉參與2013年澳洲聯邦大選的候選人史蒂芬妮·毕烈丝达在接受電視採訪後，因為自身對於伊斯蘭教的不當發言而自行宣布退出選舉。BBC新聞（页面存档备份，存于）

體育競賽
- 2013年世界田徑錦標賽於莫斯科盧日尼基體育場開幕。新華網

## 8月11日
武裝衝突

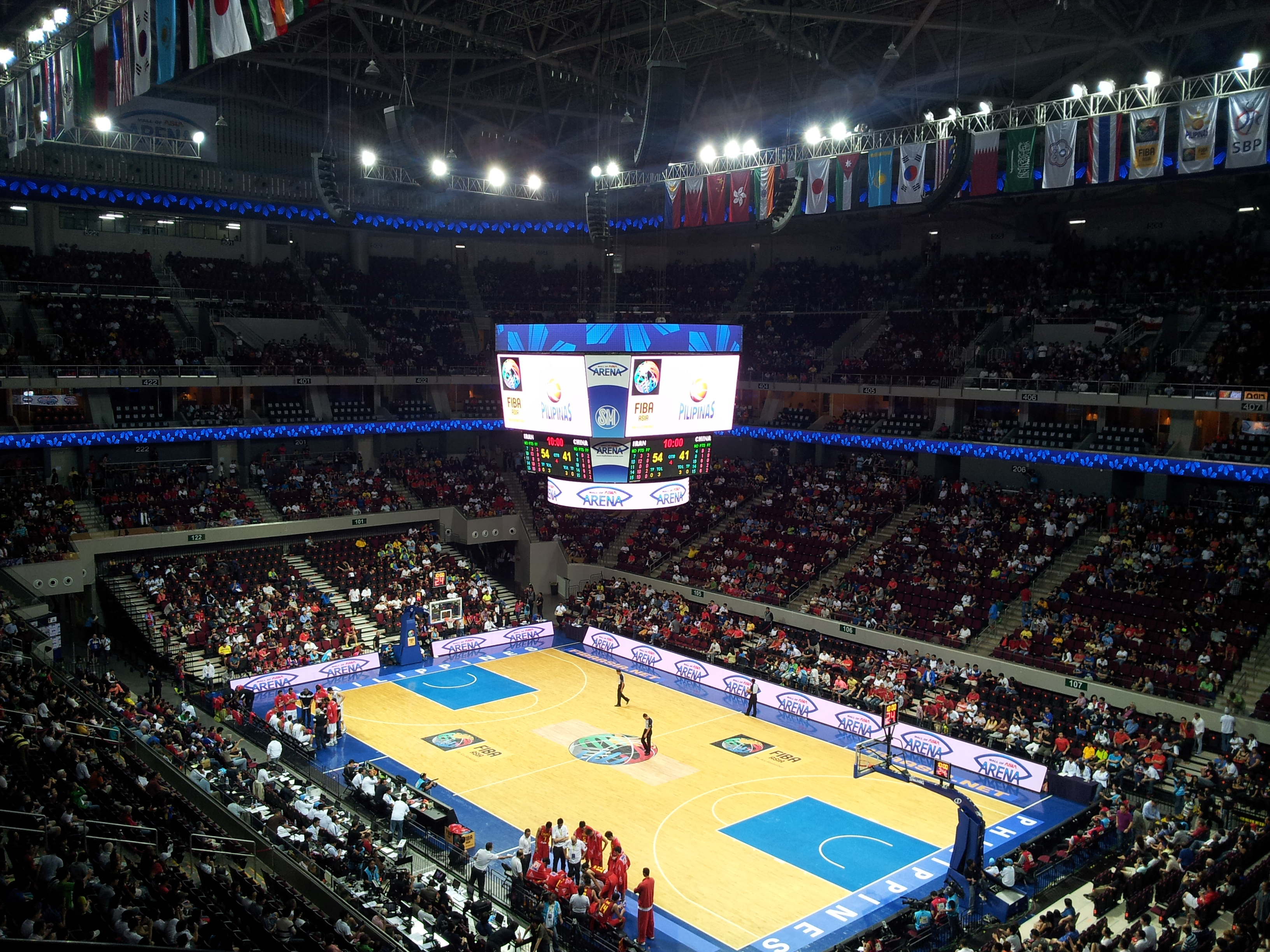
2013年亞洲籃球錦標賽。

- 3名美軍士兵在阿富汗東部帕克蒂亞省遭遇叛亂部隊攻擊而喪生。新華網（页面存档备份，存于）、半島電視台（页面存档备份，存于）
- 蓋達組織武裝份子涉嫌向葉門南部的天然氣設備發動襲擊並且於附近殺害了5名葉門士兵（英语：Military of Yemen）。《自由時報[]》、BBC新聞（页面存档备份，存于）
- 敘利亞軍隊在拉塔基亞郊區擊斃了沙烏地阿拉伯蓋達組織的領導人阿布·馬利克·沙赫里（Abu Malik al-Shahri），其中他亦被稱作「敘利亞的奧薩瑪·賓·拉登」。Press TV

災害事故
- 阿富汗喀布爾受到洪水影響造成22人死亡。新華網（页面存档备份，存于）、BBC新聞（页面存档备份，存于）
- 一架旅遊巴士在法國南部發生嚴重翻車事故，造成2名乘客死亡以及30人受傷。新浪（页面存档备份，存于）、歐洲新聞台（页面存档备份，存于）

政治選舉
- 馬利共和國舉辦了2013年馬利總統選舉（英语：Malian presidential election, 2013）第二輪投票。《國際日報（页面存档备份，存于）》、BBC新聞（页面存档备份，存于）
- 澳洲總理陸克文和反對黨領袖東尼·艾伯特參加了9月舉辦的2013年澳洲聯邦大選其電視辯論轉播。聯合新聞網、BBC新聞（页面存档备份，存于）
- 阿根廷舉辦了2013年阿根廷議會選舉（英语：Argentine legislative election, 2013）第一輪選舉，以接替二分之一的阿根廷眾議院議員與三分之一的阿根廷參議院，而最後一輪投票將會在10月27日進行。雅虎新聞[]、《布宜諾斯艾利斯前鋒報（页面存档备份，存于）》、《華爾街日報（页面存档备份，存于）》

體育競賽
- 美國高爾夫球選手詹森·杜夫納贏得了在紐約州匹茲弗（英语：Pittsford, New York）橡樹山高爾夫鄉村俱樂部（英语：Oak Hill Country Club）舉辦的2013年PGA錦標賽冠軍。今日新聞網（页面存档备份，存于）、ESPN（页面存档备份，存于）、《澳洲人報（页面存档备份，存于）》
- 伊朗國家男子籃球隊在亞洲籃球錦標賽中以85比71勝過菲律賓國家男子籃球隊奪得冠軍，而中華臺北以及中國則分別取得第四名和第五名的成績。新浪[]
- 牙買加運動員於莫斯科舉辦的世界田徑錦標賽上奪得100公尺冠軍，在上屆比賽中他則因為偷跑而被取消參賽資格。中時電子報
- 林丹和拉差諾·因達農分別在世界羽球錦標賽中奪下男子單打與女子單打冠軍，其中林丹更是破紀錄第五度贏得男單賽事冠軍。新浪（页面存档备份，存于）、雅虎體育（页面存档备份，存于）

## 8月12日
武裝衝突

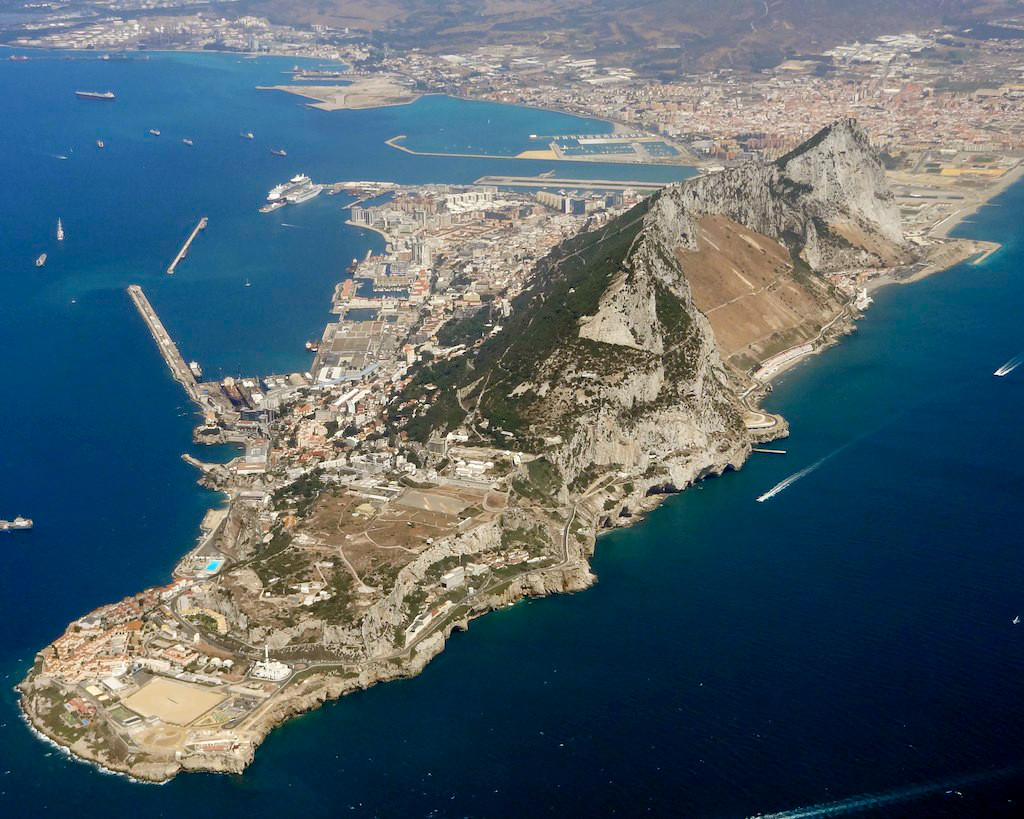
直布羅陀。

- 伊拉克首都巴格達巴拉德北部的咖啡廳遭叛亂份子展開自殺式襲擊，最後炸彈爆炸並造成8人死亡與25人受傷。新華網（页面存档备份，存于）、路透社（页面存档备份，存于）
- 奈及利亞槍手在奈及利亞北部地區槍殺30多人。中央廣播電臺[]、路透社（页面存档备份，存于）
- 突尼西亞武裝部隊針對鄰近阿爾及利亞邊境的伊斯蘭好戰份子發動空襲。路透社（页面存档备份，存于）
- 地區發生激烈的部落衝突，造成100多人喪生。《喀拉蚩新聞報（页面存档备份，存于）》、《民族日報（页面存档备份，存于）》

災害事故
- 在2012年因為滑雪事故而陷入昏迷的荷蘭國王威廉-亞歷山大其弟弟約安-弗里索王子逝世，享年44歲。英國廣播公司（页面存档备份，存于）、有線電視新聞網（页面存档备份，存于）、BBC新聞（页面存档备份，存于）、ABC News（页面存档备份，存于）、《哈芬登郵報（页面存档备份，存于）》

國際關係
- 印度推出他的第一艘自製航空母艦維克蘭特級航空母艦。聯合新聞網、BBC新聞（页面存档备份，存于）、《印度時報（页面存档备份，存于）》
- 英國政府決定對西班牙在直布羅陀附近增設邊境檢查站並徵收過境費一事採取法律行動。亞洲時報在線（页面存档备份，存于）、BBC新聞（页面存档备份，存于）

法律犯罪
- 已經落網的愛爾蘭幫領導人詹姆斯·約瑟夫·巴爾傑在逃避追捕16年後，陪審團裁定其謀殺、販毒和敲詐等31項罪名全數成立。新浪、哥倫比亞廣播公司（页面存档备份，存于）、Boston.com（页面存档备份，存于）、《洛杉磯時報（页面存档备份，存于）》
- 美國司法部部長埃里克·霍爾德宣布了一項關於由禁毒戰爭的新政策，表示將來其檢察官就國家利益層面來說將不會堅持自動地採取強制性量刑（英语：Mandatory sentencing）準則，特別是針對非暴力的低重要度的初犯毒販並且與販毒集團沒有關聯者。聯合新聞網、MSN

政治選舉
- 儘管馬利共和國政府尚未對於2013年馬利總統選舉（英语：Malian presidential election, 2013）發表正式結果，但是在對手蘇邁拉·西塞（英语：Soumaïla Cissé）已經承認敗選的情況下便由易卜拉欣·布巴卡爾·凱塔擔任下一任馬里總統。中央廣播電臺、BBC新聞（页面存档备份，存于）
- 修改《十大原则》而刪去共產主義等字眼，並且规定往後領導人將由金正恩家族世袭。新華網（页面存档备份，存于）、中時電子報

體育競賽
- 國際奧林匹克委員會表示將會在俄羅斯舉辦2014年冬季奧林匹克運動會支持LGBT運動選手的權益。天空傳媒（页面存档备份，存于）、《本能》

## 8月13日
武裝衝突

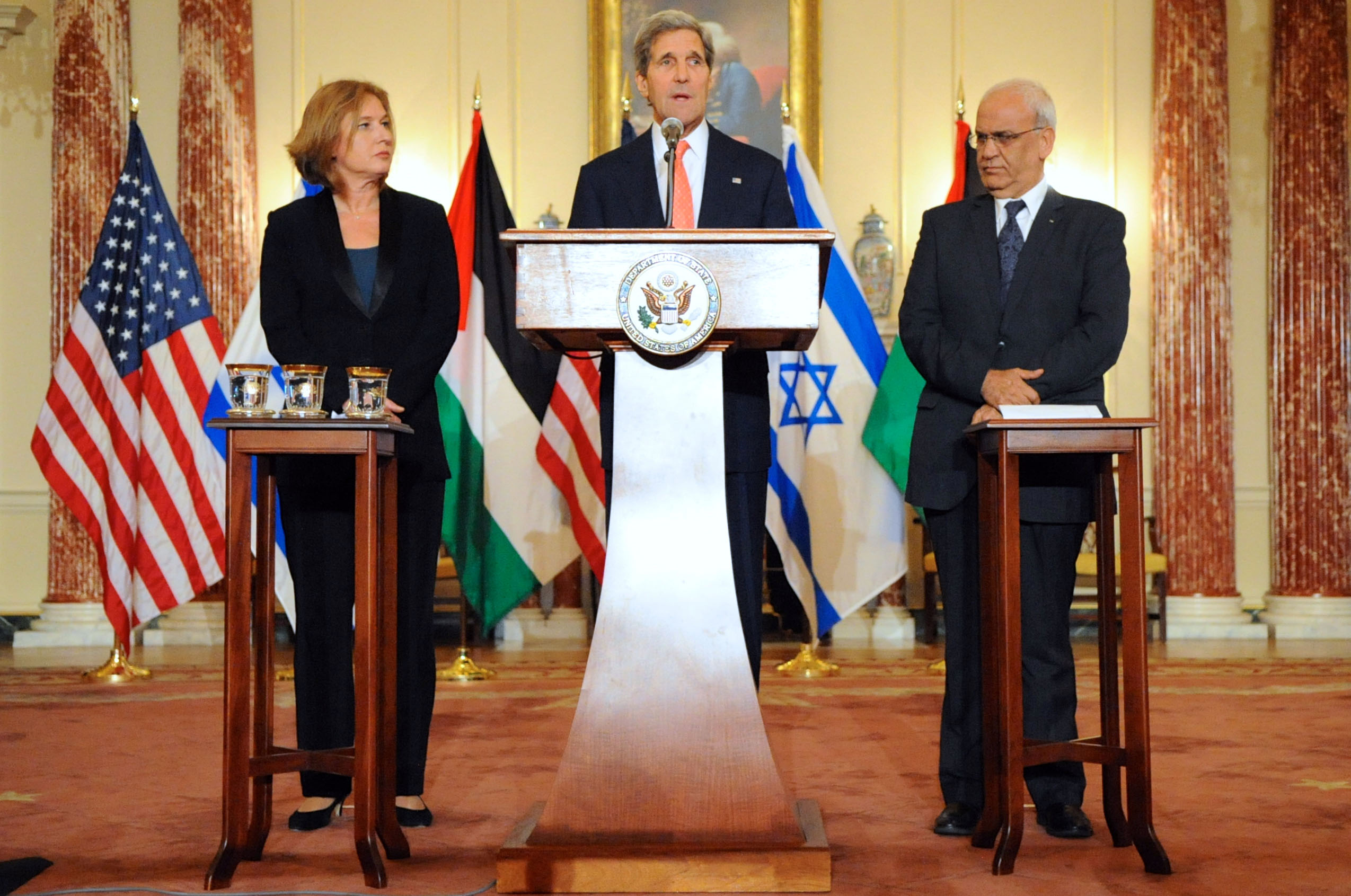
2013年以色列和巴勒斯坦和平談判。

- 以色列在蓋達組織從埃及境內以BM-21火箭炮襲擊向紅海北端城鎮艾拉特後成功將火箭攔截並且反向摧毀發射基地。新華網（页面存档备份，存于）、《每日電訊報（页面存档备份，存于）》

藝術文化
- 科學家於巴西亞馬遜雨林以記錄影響的方式蒐集了關於一個過去未曾發現的獨立部落資料。環球新聞（页面存档备份，存于）
- 自1999年4月以來長期擔任科倫拜高中校長弗朗克·迪安吉利斯（Frank DeAngelis）宣布將於2013至2014學年退休。MSN

災害事故
- 襲擊菲律賓呂宋和中國華南地區，最終共造成7人死亡以及36,000多人被迫撤離家園。雅虎新聞（页面存档备份，存于）

商業經濟
- 美國司法部和其餘6個州份提出報告認為美國航空與全美航空的合併可能已經違反了競爭法而必須阻止。今日新聞網、有線電視新聞網（页面存档备份，存于）

國際關係
- 2013年以色列和巴勒斯坦和平談判（英语：2013 Israeli-Palestinian peace talks）舉辦後，雙方首先就以色列擴建居住地區和釋放因攻擊以色列人而遭到定罪的巴勒斯坦居民等議題進行討論。今日新聞網（页面存档备份，存于）、路透社（页面存档备份，存于）

法律犯罪
- 前美國眾議院議員小傑西·傑克遜因為非法將75萬美元的競選資金挪來作為自家財產使用而被法院判處30個月的監禁懲處，而其擔任前芝加哥市議員的妻子桑德拉·傑克遜（英语：Sandi Jackson）則在更早之前因為涉嫌逃稅而被判處1年有期徒刑。英國廣播公司（页面存档备份，存于）、NBC News（页面存档备份，存于）

## 8月14日

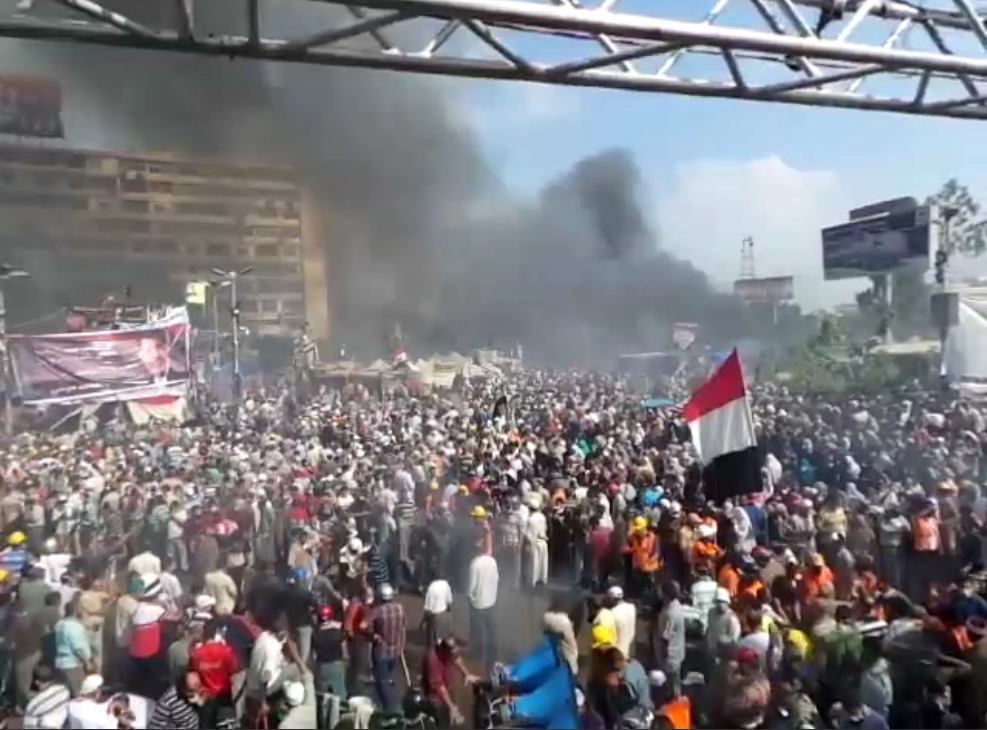
2013年8月埃及衝突。

武裝衝突
- 埃及安全部隊以武力驅散（英语：August 2013 Egyptian clashes）支持前埃及總統穆罕默德·穆爾西的抗議示威群眾，造成埃及各地至少149人死亡以及1,403人受傷，其中也包括有43名埃及警察（英语：Law enforcement in Egypt）。英國廣播公司（页面存档备份，存于）、半島電視台（页面存档备份，存于）
- 埃及臨時總統阿德利·曼蘇爾宣佈全國進入為期一個月的緊急狀態。英國廣播公司（页面存档备份，存于）、BBC新聞（页面存档备份，存于）
- 埃及臨時副總統穆罕默德·巴拉迪為了抗議示威群眾在這次鎮壓中遭到殺害而自行宣佈辭職。英國廣播公司（页面存档备份，存于）、美聯社（页面存档备份，存于）
- 美國、歐洲聯盟、英國、土耳其等國對於這次鎮壓相繼發表聲明或予以譴責。英國廣播公司（页面存档备份，存于）
- 巴林保安部隊（英语：Public Security Forces）以催淚瓦斯驅散響應親民主活動的示威群眾。《明報（页面存档备份，存于）》、《金字塔報（页面存档备份，存于）》、Google新聞、路透社（页面存档备份，存于）、ABC News（页面存档备份，存于）
- 奈及利亞陸軍部隊（英语：Nigerian Army）在該國東北部的阿達馬瓦與叛亂份子爆發槍戰，並且擊斃了博科聖地的2名指揮官穆罕默德·巴馬（Mohammad Bama）與阿布巴卡爾·宰克里亞·丘（Abubakar Zakariya Yau）。新華網（页面存档备份，存于）、天空新聞台（页面存档备份，存于）
- 叛亂份子於伊拉克巴古拜發起2起路邊炸彈攻擊，最終爆炸共造成14人死亡以及26人受傷。now新聞台（页面存档备份，存于）、路透社（页面存档备份，存于）
- 由於加薩走廊再度發射火箭彈以實施攻擊，以色列空軍針對加薩北部地區所佈置的火箭發射器實施空襲。《中央日報》、《澳洲人報（页面存档备份，存于）》、《以色列時報（页面存档备份，存于）》、《國際財經時報》

商業經濟
- 隨著德國與法國的經濟復甦使得歐元區走出長達18個月的經濟衰退紀錄，其中在第二季度時增長了0.3%。英國廣播公司（页面存档备份，存于）、BBC新聞（页面存档备份，存于）、《衛報（页面存档备份，存于）》
- 美國網路硬體設備製造公司思科系統宣布計畫裁減4,000多個工作崗位。《華爾街日報》、路透社（页面存档备份，存于）

災害事故
- 印度辛杜拉克沙克號潛艇於孟買執行任務時船上突然爆炸並且隨後下沉，造成18名印度海軍水手因而喪生。英國廣播公司（页面存档备份，存于）、福斯新聞頻道（页面存档备份，存于）、BBC新聞（页面存档备份，存于）、《華盛頓郵報（页面存档备份，存于）》
- UPS航空1354號班機在美國阿拉巴馬州伯明罕－沙特爾斯沃思國際機場進場時墜毀，造成擔任飛行員的正副駕駛罹難。新華網（页面存档备份，存于）、WVTM-TV、有線電視新聞網（页面存档备份，存于）

生態醫療
- 米蘭大學研究團隊推出了一個發射電磁脈衝刺激大腦並且測量所產生之電波的裝置，藉此能更準確地評估大腦受損的病患其僅存的大腦功能和意識狀態。鳳凰衛視（页面存档备份，存于）、NBC News（页面存档备份，存于）、彭博通訊社（页面存档备份，存于）

國際關係
- 朝鮮民主主義人民共和國與大韓民國在經過談判討論後決定重新啟用開城工業地區。聯合新聞網、路透社（页面存档备份，存于）

法律犯罪
- 舊金山警察局扣查了近150萬美元的MDMA藥物，這也是舊金山有史以來破獲最大宗的搖頭丸藏毒案。《星島日報》、《聖荷西信使報（页面存档备份，存于）》

科學技術
- 業餘天文學家板垣公一發現一颗位于海豚座的明亮新星PNV J20233073+2046041。新浪（页面存档备份，存于）、《天空與望遠鏡雜誌》

體育競賽
- 歐洲足球協會聯盟以烏克蘭的哈爾科夫冶金足球俱樂部涉嫌操控比賽為由而取消其參加2013/14賽季歐洲冠軍聯賽的資格。新浪[]

## 8月15日

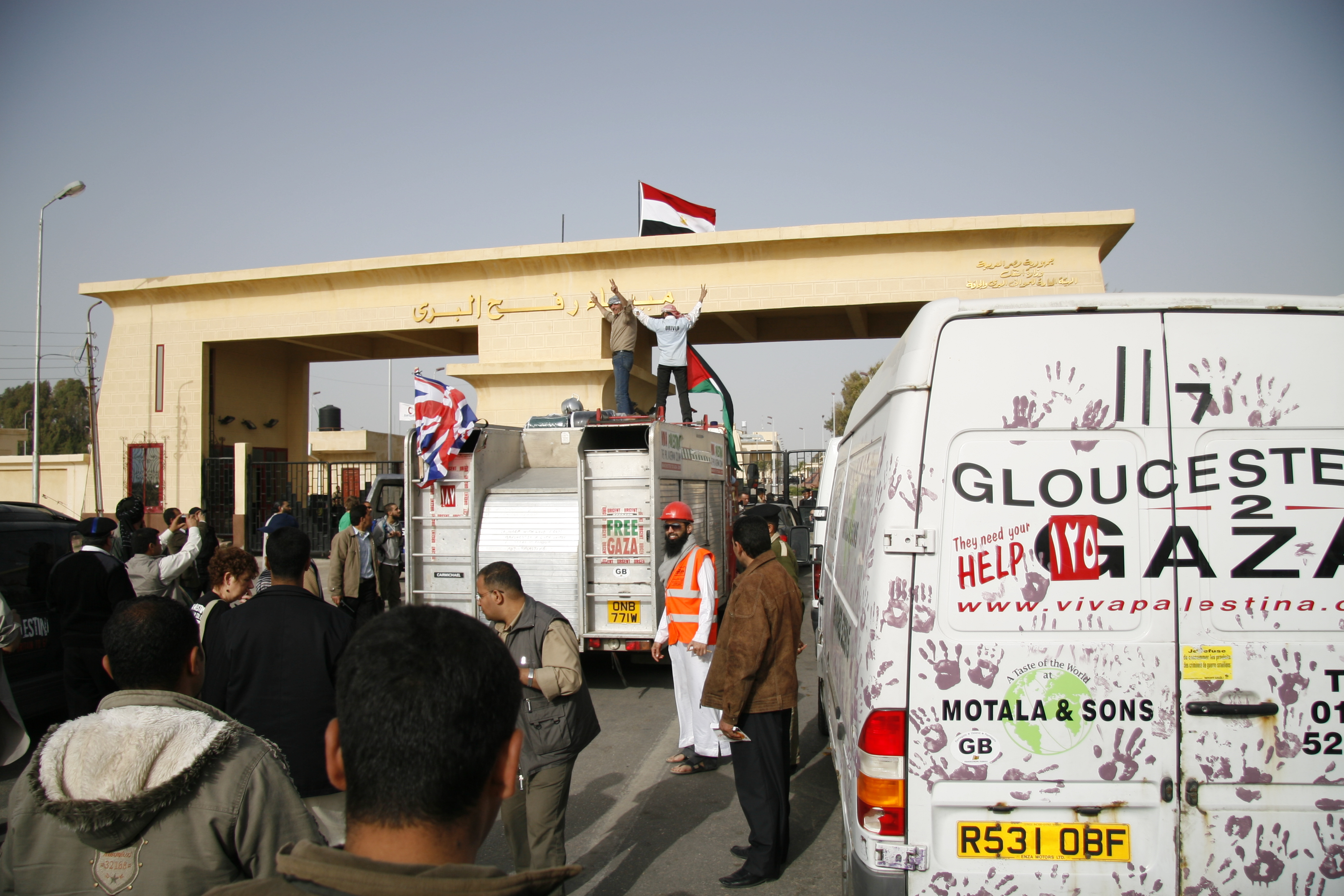
以色列和埃及-加薩地帶圍牆。

武裝衝突
- 2013年8月埃及衝突（英语：August 2013 Egyptian clashes）的死亡人數攀升至638人。聯合新聞網、《華盛頓郵報Archive.today的存檔，存档日期2013-08-16》
- 穆斯林兄弟會的支持群眾於開羅附近開始針對政府建築進行縱火。聯合新聞網、天空新聞台（页面存档备份，存于）、《獨立報（页面存档备份，存于）》
- 美國總統巴拉克·歐巴馬決定取消美國與埃及之間的聯合軍事演習。新華網（页面存档备份，存于）、《紐約時報（页面存档备份，存于）》
- 位於黎巴嫩貝魯特南部的激進組織真主黨所使用的建築物附近突然爆炸，造成至少至少20人死亡以及200人受傷，隨後在網際網路上一個之前未曾公開的敘利亞遜尼派組織於影片中宣稱是由其所策畫。中央廣播電臺、半島電視台（页面存档备份，存于）、路透社（页面存档备份，存于）

國際關係
- 數百名巴勒斯坦人由於通往加薩走廊隔離牆（英语：Israel and Egypt – Gaza Strip barrier）宣布「無限期」關閉而被迫滯留於埃及。中央廣播電臺[]、《哈芬登郵報（页面存档备份，存于）》、《以色列時報（页面存档备份，存于）》
- 瑞典國王卡爾十六世·古斯塔夫和妻子希爾維亞王后因為頭戴阿拉伯頭巾前往海訥桑德而遭到批評，其中包括巴勒斯坦人便指責「這是我們的清真寺，而非他們的聖殿」。《今日工業（页面存档备份，存于）》
- 與雙方同意重啟4月時因為緊張局勢所關閉的開城工業地區。英國廣播公司（页面存档备份，存于）、BBC新聞（页面存档备份，存于）

法律犯罪
- 亞歷山大·希克沃（Aleksandar Cvetković）因為涉嫌參與斯雷布雷尼察大屠殺而被引渡往波士尼亞與赫塞哥維納接受審判。《耶路撒冷郵報（页面存档备份，存于）》

政治選舉
- 伊朗伊斯蘭會議針對哈桑·魯哈尼提出的內閣成員（英语：Government of Hassan Rouhani (2013–present)）人選進行投票（英语：Confirmations of Hassan Rouhani's Cabinet），不過在這當中仍然有3名部長候選人並未獲得足夠的信任票數，包括有被提名為伊朗教育部部長的穆罕默德-阿里·納傑菲。新華網（页面存档备份，存于）、雅虎新聞（页面存档备份，存于）、路透社（页面存档备份，存于）
- 巴西眾議院通過一項關於石油勘探的爭議法案，其中內容表示其相關利益僅需投入75%的資金於健康、教育和其他用途上，另外25%的資金則是允許作為特別費加以使用。德國之聲（页面存档备份，存于）、R7（页面存档备份，存于）、BBC新聞（页面存档备份，存于）

科學技術
- 史密森尼學會在新提出的報告中表示小型犬浣熊為有別於犬浣熊的動物，而這也是美洲大陸35年以來首度發現的食肉目新物種。《蘋果日報（页面存档备份，存于）》、《華盛頓郵報（页面存档备份，存于）》、BBC新聞（页面存档备份，存于）、NBC News（页面存档备份，存于）
- 表示無法修復，正式結束其主要的科學研究任務。《中國評論（页面存档备份，存于）》、《紐約時報（页面存档备份，存于）》

## 8月16日
武裝衝突

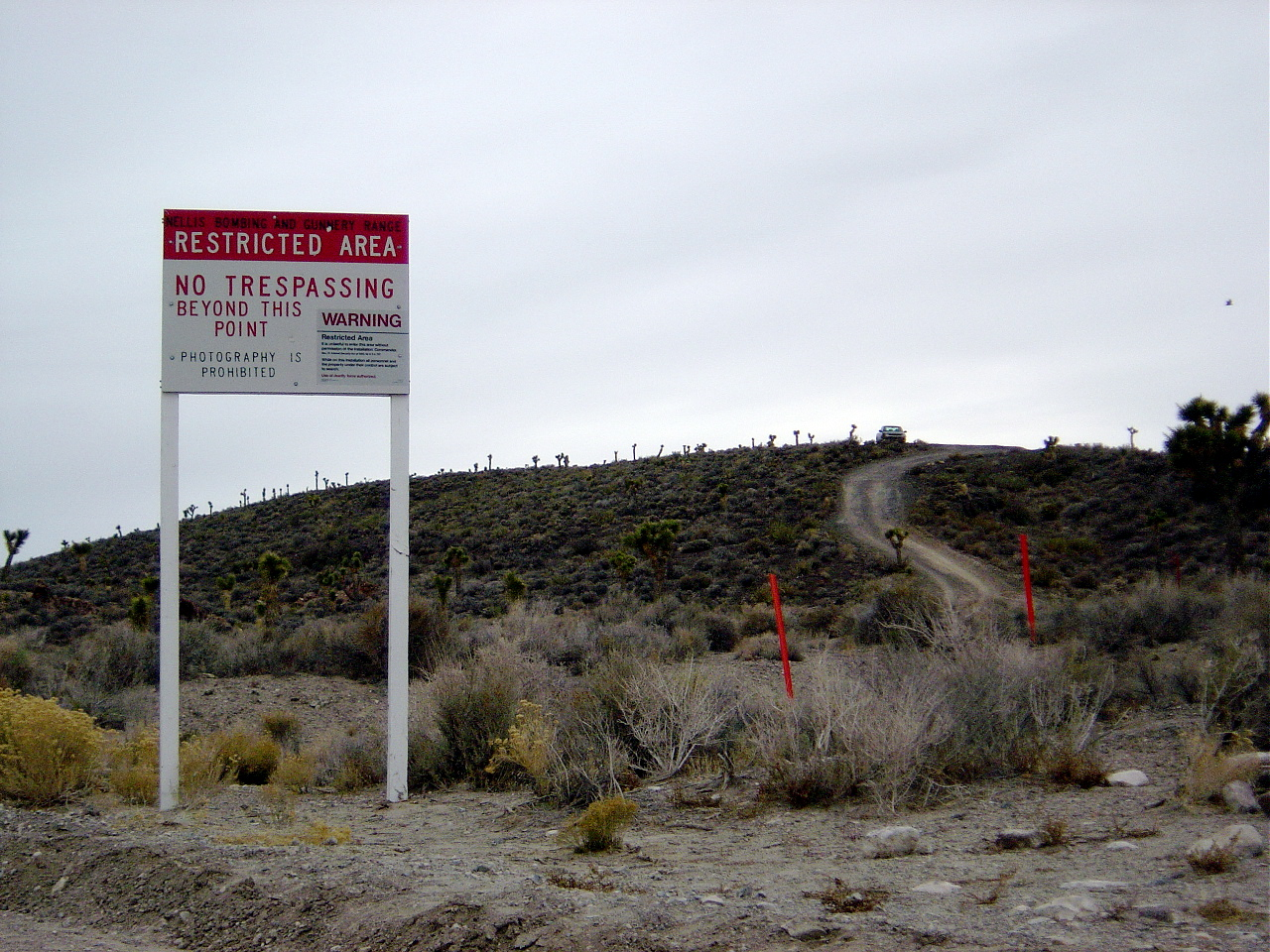
51區。

- 穆斯林兄弟會趁著星期五主麻日時號召開羅民眾展開祈禱以及抗議行動。聯合新聞網、半島電視台（页面存档备份，存于）
- 穆斯林兄弟會領導人穆罕默德·巴迪的兒子艾瑪·巴迪（Ammar Badei）在開羅的衝突中喪生。中央通訊社、NBC News（页面存档备份，存于）、《埃及獨立報（页面存档备份，存于）》

藝術文化
- 葉門將周休假日從原本的星期四與星期五改成星期五與星期六。《葉門郵報（页面存档备份，存于）》
- 世界上最大時裝集團印地紡共同創辦人、同時也是西班牙最富有的女性企業家羅莎莉雅·梅拉逝世，享年69歲。《文匯報（页面存档备份，存于）》、《今天（页面存档备份，存于）》、彭博通訊社（页面存档备份，存于）、BBC新聞（页面存档备份，存于）

商業經濟
- 印度盧比稅換美元的比率降至最低點，其中在印度1美元能夠兌換62.03印度盧比。聯合新聞網、BBC新聞（页面存档备份，存于）

災害事故
- 紐西蘭塞登（英语：Seddon, New Zealand）遭遇6.5級強烈地震（英语：2013 Lake Grassmere earthquake），除了使當地受到一定損壞外，包括紐西蘭首都威靈頓以及附近的馬爾堡皆又所影響。天空傳媒（页面存档备份，存于）、《費爾法克斯紐西蘭（页面存档备份，存于）》
- 聖湯瑪斯·艾奎納斯渡輪（英语：MV St. Thomas Aquinas）在宿霧省外海與菲律賓貨船相撞，造成至少26人死亡以及200多人失蹤。英國廣播公司（页面存档备份，存于）、福斯新聞頻道（页面存档备份，存于）、BBC新聞（页面存档备份，存于）、World Maritime News（页面存档备份，存于）

生態醫療
- 決定結束維持6年的保護雨林之倡議，宣佈重新啟動在亞蘇尼國家公園進行的石油開採計畫。《北美世界日報》、路透社（页面存档备份，存于）

國際關係
- 巴西外交部拒絕了約翰·凱瑞所提出的美國國家安全局其電子監聽策略是為了「打擊恐怖主義」的官方聲明。中央通訊社、《印度教徒報（页面存档备份，存于）》

政治選舉
- 前伊朗外交部部長（英语：Minister of Foreign Affairs (Iran)）阿里·阿克巴爾·薩利希被任命為伊朗原子能組織負責人。《中國日報（页面存档备份，存于）》、伊朗伊斯蘭共和國通訊社

科學技術
- 美國正式承認了著名的51區存在。今日新聞網（页面存档备份，存于）、有線電視新聞網（页面存档备份，存于）

## 8月17日
武裝衝突

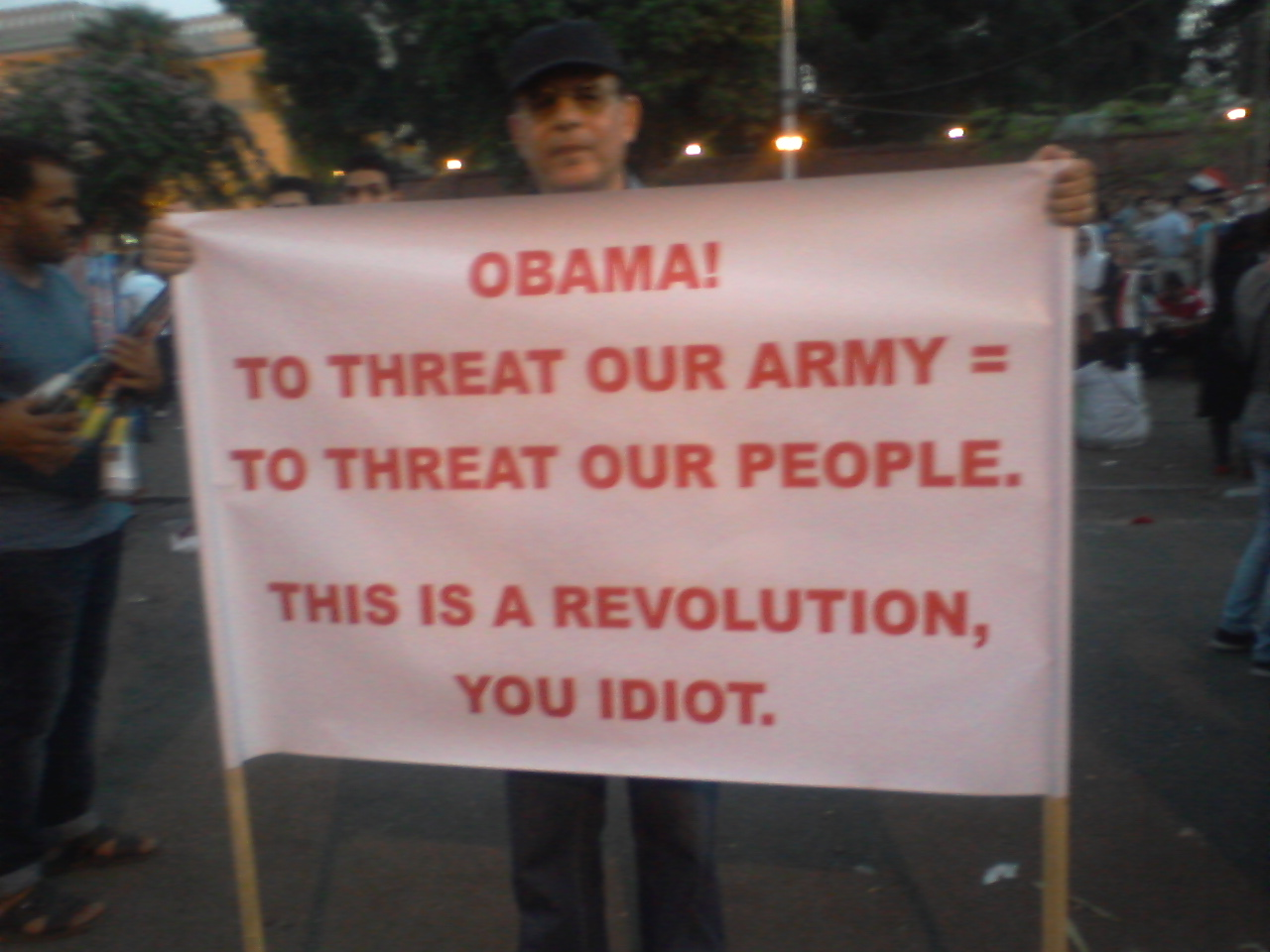
2013年埃及政變事後影響。

- 海灣販毒集團（英语：Gulf Cartel）領導人馬利歐·拉米雷斯·崔維諾（英语：Mario Ramírez Treviño）於塔毛利帕斯州遭到逮捕。新浪（页面存档备份，存于）、路透社（页面存档备份，存于）、NBC News（页面存档备份，存于）、《哈芬登郵報（页面存档备份，存于）》、《宇宙報（页面存档备份，存于）》
- 埃及安全部隊進入開羅的清真寺並且驅趕附近的穆斯林兄弟會支持者。英國廣播公司（页面存档备份，存于）、BBC新聞（页面存档备份，存于）
- 埃及總理哈贊姆·貝伯拉威建議依照埃及法律要求解散穆斯林兄弟會。《自由時報》、路透社（页面存档备份，存于）
- 敘利亞反政府武裝部隊攻擊位於霍姆斯的民兵檢查站，擊斃了5名民兵成員以及附近6名平民。《中國評論（页面存档备份，存于）》、路透社（页面存档备份，存于）
- 敘利亞政府軍的戰機針對阿勒頗展開攻擊行動，造成至少15名平民喪生。《紐約時報（页面存档备份，存于）》
- 奈及利亞陸軍部隊（英语：Nigerian Army）與支持伊斯蘭主義的博科聖地在奈及利亞東北部爆發衝突，最後共造成18人死亡。路透社（页面存档备份，存于）
- 阿富汗西部營地有10人因為叛亂份子而喪生。《蘋果日報（页面存档备份，存于）》、BBC新聞（页面存档备份，存于）

商業經濟
- 印度盧比稅換美元的比率降至有史以來的最低點，其中在印度1美元能夠兌換62.85印度盧比。《自由時報》、路透社（页面存档备份，存于）
- 2013年8月17日06:50至06:55，谷歌遭遇了故障，包含Google搜尋、YouTube、Google Drive和Gmail等服務都受到了影響。此事導致全球網路流量暴跌40%。

災害事故
- 愛達荷州由於峽谷的山火快速蔓延導致附近居民被迫撤離。《蘋果日報（页面存档备份，存于）》、有線電視新聞網（页面存档备份，存于）
- 菲律賓的聖湯瑪斯·艾奎納斯（英语：MV St. Thomas Aquinas）渡輪與貨船初步確認有31人死亡以及至少170多人失蹤。雅虎新聞（页面存档备份，存于）、BBC新聞（页面存档备份，存于）

## 8月18日
武裝衝突

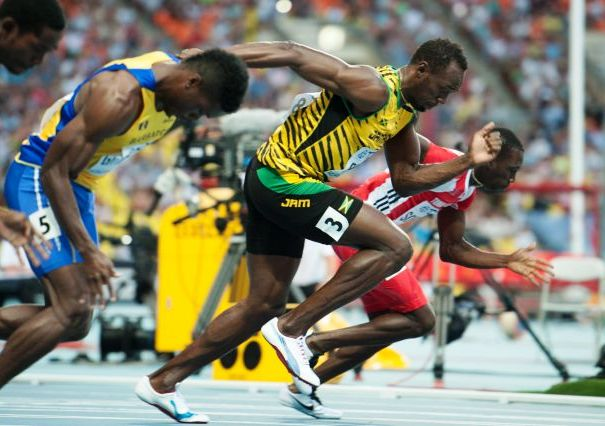
2013年世界田徑錦標賽。

- 20名聯合國武器調查團隊抵達敘利亞首都大馬士革，並且針對敘利亞內戰中是否有使用化學武器一事進行調查。英國廣播公司（页面存档备份，存于）、BBC新聞（页面存档备份，存于）
- 數十名穆斯林兄弟會的支持者在監獄中在試圖逃離拘捕時遭到警方擊斃。雅虎新聞（页面存档备份，存于）、路透社（页面存档备份，存于）、半島電視台（页面存档备份，存于）
- 以色列呼籲美國和歐洲聯盟應該在一連串衝突中支持埃及陸軍。新華網（页面存档备份，存于）、《國土報（页面存档备份，存于）》
- 在印度東部西孟加拉邦的一輛公車發生炸彈爆炸事件並且造成6人受傷。《德干先驅報（页面存档备份，存于）》

法律犯罪
- 涉嫌犯下賄賂與貪污等罪刑的前中國共產黨中央政治局委員薄熙來將在8月22日於濟南市中級人民法院接受審判。聯合新聞網、BBC新聞（页面存档备份，存于）
- 自2009年時於剛果民主共和國遭到綁架的挪威籍私人軍事承辦商成員其中一人在監禁過程中喪命。《彭博商業周刊（页面存档备份，存于）》、挪威廣播公司（页面存档备份，存于）

體育競賽
- 於莫斯科舉辦的世界田徑錦標賽宣告結束，並且由俄羅斯代表團奪得最多比賽項目金牌。《國際日報（页面存档备份，存于）》

## 8月19日

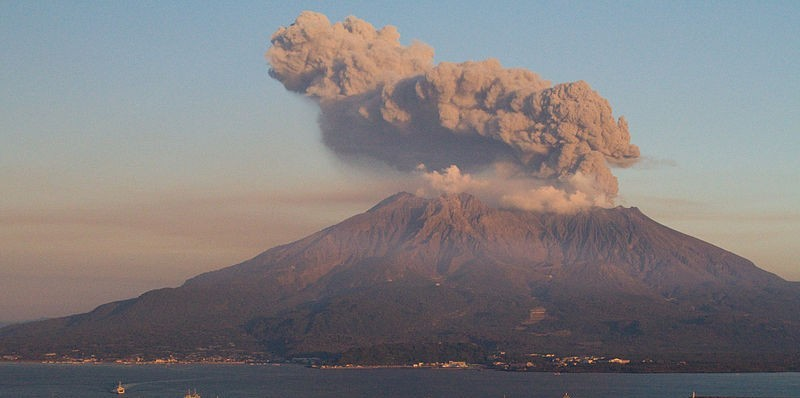
櫻島。

武裝衝突
- 叛亂部隊於西奈半島拉法赫（英语：Rafah, Egypt）發動襲擊並且造成至少24名埃及警察喪生。中時電子報、BBC新聞（页面存档备份，存于）、路透社（页面存档备份，存于）

藝術文化
- 曾經贏得國家藝術基金會爵士大師獎的爵士樂鋼琴家悉達·華爾頓逝世，享年79歲。

商業經濟
- 哥倫比亞爆發要求勞工權益（英语：Labor rights）的農業罷工行動。俄羅斯之聲（页面存档备份，存于）

災害事故
- 印度發生火車事故（英语：Dhamara Ghat train accident）並且造成至少37名朝聖者死亡以及數十人受傷。聯合新聞網、BBC新聞（页面存档备份，存于）、路透社（页面存档备份，存于）、《印度時報（页面存档备份，存于）》
- 中華人民共和國東北部和南部的持續幾天的暴雨引起洪災，造成至少91人死亡以及111人失蹤。《蘋果日報（页面存档备份，存于）》、BBC新聞（页面存档备份，存于）
- 日本南部鹿兒島市的櫻島進行奇今年第500次的火山噴發，而噴出的火山灰則飛往日本全國各個主要城市。中時電子報、BBC新聞（页面存档备份，存于）
- 一架隸屬於美國空軍第28轟炸機聯隊的B-1槍騎兵戰略轟炸機在蒙大拿州布羅德斯執行例行性訓練任務時墜毀。中央廣播電臺[]、美國空軍（页面存档备份，存于）

國際關係
- 俄羅斯和日本就之後可能簽署的和平條約展開談判。新華網（页面存档备份，存于）、塔斯社（页面存档备份，存于）
- 英國趁著與西班牙陷入緊張之際派遣威斯敏斯特號護衛艦（英语：HMS Westminster (F237)）前往直布羅陀。《中國評論（页面存档备份，存于）》、路透社（页面存档备份，存于）

政治選舉
- 阿富汗司法部部長穆罕默德·伊沙克·阿洛科（英语：Mohammad Ishaq Aloko）由於涉嫌前往阿拉伯聯合大公國和塔利班代表進行非公開的和平談判會議而遭到阿富汗總統哈米德·卡爾扎伊撤職。中央廣播電臺、雅虎新聞

法律犯罪
- 南非著名運動員奧斯卡·皮斯托利斯就將於明年3月3日時就其涉嫌在住家殺害女朋友瑞娃·斯廷坎普一案接受審判。天空傳媒（页面存档备份，存于）、美國之音

## 8月20日
武裝衝突

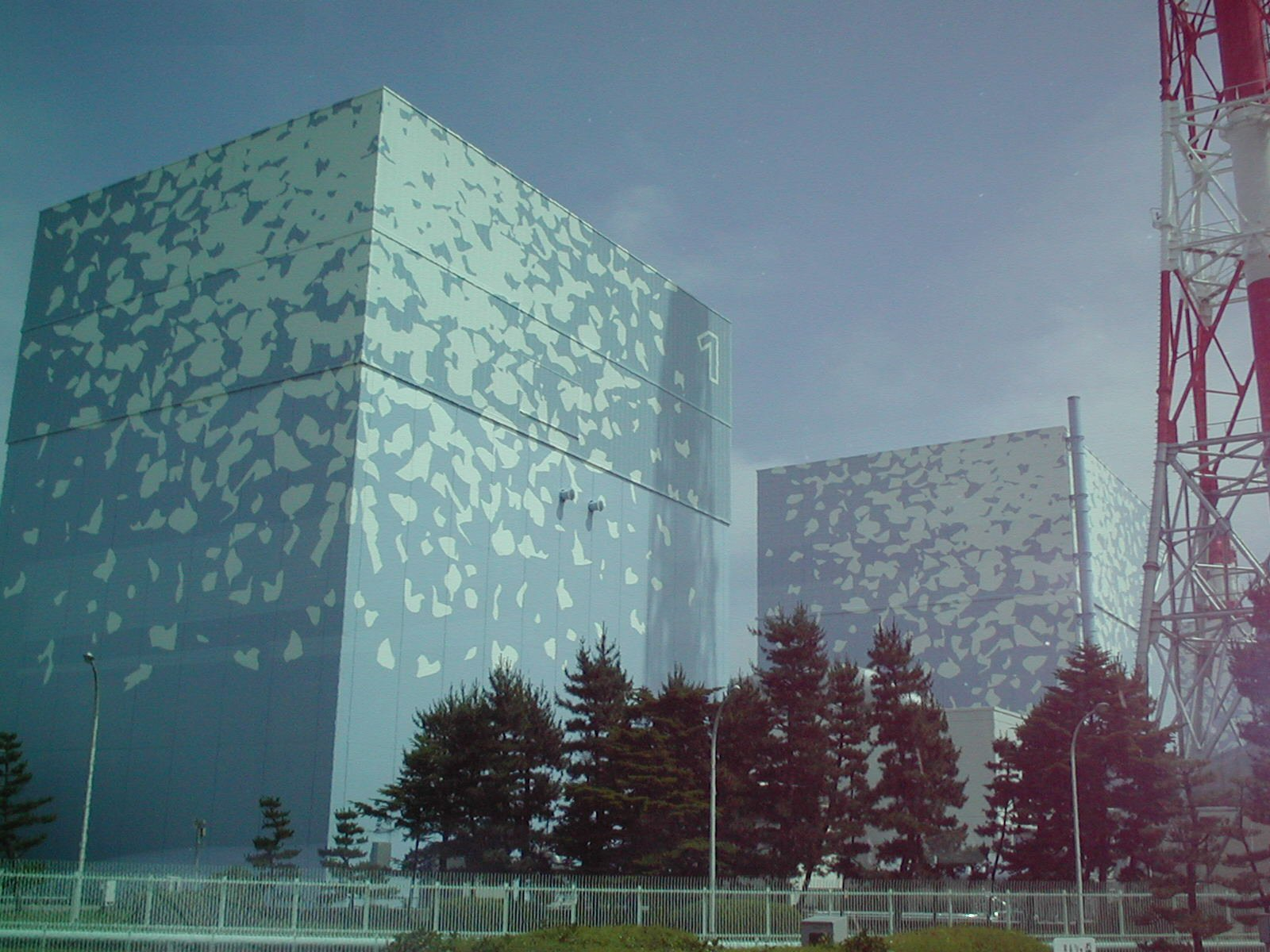
福島第一核電廠。

- 俄羅斯警察在北高加索地區擊斃了9名疑似支持伊斯蘭主義的武裝叛亂份子。新華網（页面存档备份，存于）、路透社（页面存档备份，存于）

藝術文化
- 印度理性主義者納倫德拉·達布霍爾卡（英语：Narendra Dabholkar）在早晨外出時遭遇身份不明的襲擊者槍殺身亡。中時電子報、《印度教徒報（页面存档备份，存于）》

災害事故
- 紐西蘭北島豐盛灣白島上的火山突然噴發。紐西蘭國際廣播電台（页面存档备份，存于）
- 襲擊菲律賓呂宋，造成至少7人死亡以及600,000人受到暴雨影響。新華網（页面存档备份，存于）
- 福島第一核電廠發生地上污水儲存槽外洩意外，估計有將近300噸的高濃度放射性汙水已經洩漏出去。《人間福報（页面存档备份，存于）》

國際關係
- 土耳其總理雷傑普·塔伊普·埃爾多安指責美國和以色列暗中於2013年埃及政變中促使埃及總統穆罕默德·穆爾西下台，對此美國和以色列皆嚴加駁斥這一指控。《自由時報》、《華盛頓郵報（页面存档备份，存于）》、《以色列時報（页面存档备份，存于）》

政治選舉
- 德克薩斯州美國參議院議員泰德·科魯茲表示願意放棄加拿大國籍以參加2016年的美國總統大選。新華網（页面存档备份，存于）、《華盛頓郵報（页面存档备份，存于）》

法律犯罪
- 3名青少年被指控於奧克拉荷馬州鄧肯殺害澳洲籍棒球選手克里斯·莱因（Chris Lane）。《北美世界日報》、News Limited（页面存档备份，存于）
- 巴基斯坦法院以前巴基斯坦總統佩爾韋茲·穆沙拉夫涉嫌在2007年參與刺殺前巴基斯坦總理班娜姬·布托的行動而提起公訴。中時電子報、《華盛頓郵報Archive.today的存檔，存档日期2013-08-21》
- 美國喬治亞州第開特發生持AK-47突擊步槍的歹徒挾持小學內部人員事件，最後在無人員傷亡的情況下學校學生以及學生家長都成功獲釋，而嫌犯則在學校內遭到警方逮捕。網易、有線電視新聞網（页面存档备份，存于）
- 《衛報》主編艾倫·陸斯布里哲（英语：Alan Rusbridger）爆料表示英國政府曾經要求報社自行破壞擁有愛德華·斯諾登提供資訊的電腦硬碟。今日新聞網（页面存档备份，存于）、BBC新聞（页面存档备份，存于）、《衛報（页面存档备份，存于）》
- 埃及政府於開羅逮捕了穆斯林兄弟會最高領導人穆罕默德·巴迪，隨後便由其副手穆罕默德·艾沙特（Mahmoud Ezzat）暫時成為最高負責人。英國廣播公司（页面存档备份，存于）、BBC新聞（页面存档备份，存于）

## 8月21日
武裝衝突
- 敘利亞內戰：敘利亞反對派宣稱大馬士革郊區遭受化學武器攻擊並造成數百人死亡，但該國官員表示化武攻擊的說法毫無根據。BBC中文網（页面存档备份，存于）

政治選舉
- 埃及法院下令釋放前總統穆巴拉克，但臨時總理貝伯拉威在聲明中表示穆巴拉克將被軟禁。BBC中文網（页面存档备份，存于）

法律犯罪
- 美國訴曼寧案（英语：United States v. Manning）中，切爾西·曼寧（原布拉德利·曼寧）被判處35年監禁、降級、取消所有福利，並處以不名譽退伍。BBC中文網（页面存档备份，存于）有線電視新聞網（页面存档备份，存于）

## 8月22日
法律犯罪
- 中國共產黨中央政治局前委員薄熙來涉嫌貪污瀆職的案件在濟南市中級人民法院開審。英國廣播公司中文網（页面存档备份，存于）